# Geschichte Kaliforniens

Siegel von Kalifornien

Die Geschichte Kaliforniens umfasst die Entwicklungen auf dem Gebiet des US-amerikanischen Bundesstaates Kalifornien von der Urgeschichte bis zur Gegenwart. Sie begann mit der Einwanderung der ersten Indianer vor 13.000–15.000 Jahren. Die Kolonisierung Amerikas durch die Europäer begann im 16. Jahrhundert. Nach der Aufnahme eines Teils des historischen Kaliforniens als Bundesstaat in die Vereinigten Staaten von Amerika im Jahr 1848 durch den Vertrag von Guadalupe Hidalgo, der den Mexikanisch-Amerikanischen Krieg beendete, und dem fast gleichzeitig ausgebrochenen Goldrausch übernahmen die Europäer innerhalb weniger Jahre die Übermacht im noch jungen Staat. Die indianische Bevölkerung wurde fast vollständig vernichtet oder zur Assimilation gezwungen.
Im Zuge des Kalifornischen Goldrauschs zogen viele Menschen an die amerikanische Westküste und die Bevölkerung wuchs schnell. Nach dem Amerikanischen Bürgerkrieg übersiedelten zusätzlich viele Chinesen nach Kalifornien, die zuvor am Bau der ersten transkontinentalen Eisenbahn gearbeitet hatten, was für diverse Rassenunruhen sorgte.
Im 20. Jahrhundert wurde zunächst Öl gefunden, was die Wirtschaft erneut beflügelte. Danach folgte der Erfolg des Kinofilms, dessen wichtigstes Zentrum bis heute in Hollywood liegt. Im Zweiten Weltkrieg dienten die Häfen Kaliforniens als Ausgangspunkt für den Pazifikkrieg; Kalifornien wurde zu einem Zentrum der Luftfahrt- und Rüstungsindustrie.
Nach dem Ende des Krieges sah Kalifornien den Aufstieg neuer Jugend- und Protestkulturen wie z. B. der Hippie-Kultur. Auf wirtschaftlicher Seite begann der Siegeszug der Hochtechnologiebranche, die das Silicon Valley zum Zentrum des Informationszeitalters machte.

## Historische Einwanderungsbewegungen

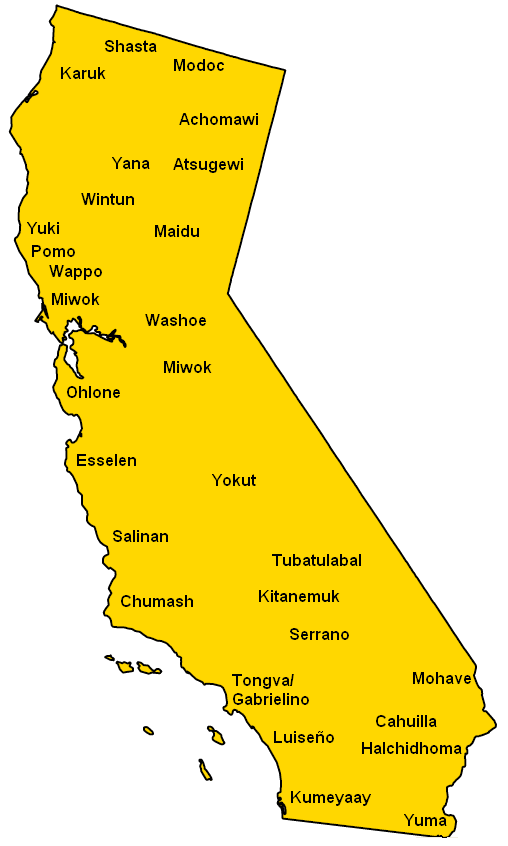
Siedlungsgebiete indianischer Stämme vor dem Eintreffen der Europäer

Wie die Besiedlung Amerikas abgelaufen ist, ist Teil intensiver archäologischer Debatten. Eine weitgehend akzeptierte These besagt, dass die ersten Bewohner Nordamerikas vor etwa 16.500 Jahren über die Beringstraße die neue Welt erreicht haben. Wahrscheinlich zogen sie entlang der Pazifikküste südwärts, wie Funde in British Columbia (Far West Point), in Washington und auf den Channel Islands nahelegen, die auf ein Alter von 9700, 12.100 bzw. 13.000 bis 11.300 Before Present datiert wurden.
Die etwa 30 Stämme auf dem Gebiet Kaliforniens werden in sechs Sprachgruppen eingeteilt, was eine hohe kulturelle Diversität bedeutet. Diese war vermutlich das Ergebnis verschiedener Migrationszüge. Beim ersten Eintreffen von Europäern in Kalifornien trafen sie auf Indianerstämme der Chumash, Maidu, Miwok, Modoc, Mohave, Ohlone, Pomo, Shasta, Tongva und Wintu.
Die verschiedenen Stämme passten sich dem jeweils in ihrem Gebiet vorherrschenden Klima an, was zu regem Handel und zu kultureller Diversifizierung führte, denn die Umweltbedingungen in den verschiedenen Siedlungsgebieten Kaliforniens unterscheiden sich teilweise erheblich.
Stämme, die sich an der Küste niedergelassen hatten, spezialisierten sich auf den Handel mit Muscheln und Perlen. Im breiten Central Valley wurden frühe Formen der Landwirtschaft entwickelt. Das Gras wurde niedergebrannt, um die Erde fruchtbar zu halten und das Wachstum bestimmter Wildpflanzen, vorwiegend Eichen, zu fördern. Die Eicheln wurden zu einem Pulver verarbeitet, um die säuerlichen Tannine auszuwaschen und daraus Mehl zu erhalten. Die Stämme im nördlichen und östlichen Bergland lebten vorwiegend vom Lachsfang und von der Jagd. Aus den Vulkanen wurde Obsidian gewonnen. In den Wüsten im Südosten lebten Stämme, die sich auf den sorgsamen Umgang mit den wenigen Pflanzen spezialisiert hatten und an den Wasserläufen niederließen.
Trotz dieser Anpassungen blieben die Siedlungsgebiete veränderlich. Erfolgreiche Stämme vergrößerten ihr Siedlungsgebiet auf Kosten anderer Stämme. Sklavenhandel und Kriege zwischen den Stämmen wechselten sich mit Perioden relativen Friedens ab. Zur Zeit der Kontakte mit Europäern im 17. Jahrhundert lebten vermutlich um die 300.000 Menschen auf dem Gebiet Kaliforniens.

## Frühe europäische Entdeckungsreisen (1530–1765)

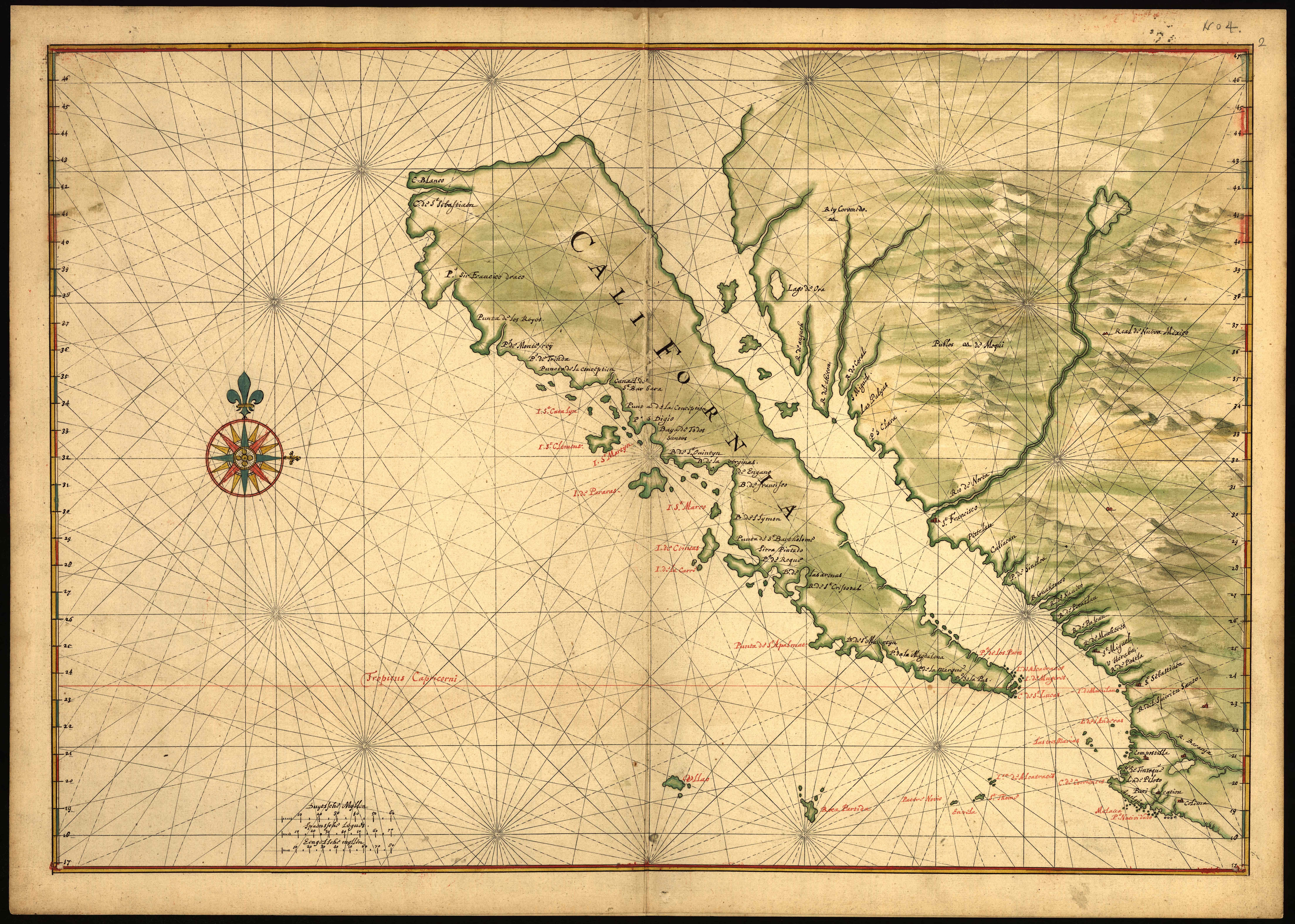
Die „Insel“ Kalifornien

Die ersten europäischen Entdecker segelten vom frühen 16. Jahrhundert bis in die Mitte des 18. Jahrhunderts vor der Küste Kaliforniens. Ihre Schiffe fuhren unter den Flaggen Spaniens und Englands. Die bedeutendste Kolonialmacht, Spanien, fokussierte sich auf seine Gebiete in Mexiko, Peru und den Philippinen. Die Spanier waren bestrebt, ihre Macht um die Küstenlinien des ganzen Pazifiks auszudehnen, wozu auch Kalifornien gehörte. Doch zu jener Zeit erschien den Entdeckern das Gebiet nur als hügliges Grasland, das für die Kolonisierung unattraktiv war. Sie konnten nicht ahnen, dass die Goldvorkommen in Kalifornien ihre Vorstellung vom Eldorado wohl weit übertroffen hätten.
Als wichtige Entdecker Kaliforniens sind vor allem zwei Namen zu nennen: Hernán Cortés und Juan Rodríguez Cabrillo. Cortés unternahm seine erste Reise um 1533, im Auftrag des damaligen Präsidenten von Neuspanien, Nuño Beltrán de Guzmán, dem von einem Sklaven von den Sieben Städten von Cibola berichtet worden war, deren Straßen mit Gold und Silber gepflastert seien. Etwa um die gleiche Zeit hörte Hernán Cortéz Berichte über ein wundervolles Land im Nordwesten, das von Amazonen (weiblichen Kriegerinnen) bevölkert sei und wo es Gold, Perlen und Edelsteine im Überfluss gebe.
Der erste Europäer, der die Küste des heutigen Kalifornien bereiste, war Juan Rodríguez Cabrillo, ein Kapitän, der für die spanische Krone in See gestochen war. Er war von der Westküste Mexikos aus aufgebrochen und am 28. September 1542 in der Bucht von San Diego an Land gegangen und hatte daraufhin die „Insel“ Kalifornien für Spanien in Besitz genommen. Der Fokus der Spanier lag ursprünglich auf Niederkalifornien mit seiner langen zu sichernden Küstenlinie, während Oberkalifornien weniger beachtet wurde, die Annahme es handle sich um eine Insel, hielt sich daher bis zu den Expeditionen von Eusebio Francisco Kino um 1700.
Andere Kolonialmächte waren ebenfalls nicht an Kalifornien interessiert, dazu war es zu dünn besiedelt und zu weit weg. Erst im 18. Jahrhundert besiedelten einige russische und britische Entdecker und Fellhändler das Gebiet.

## Spanische Kolonisierung und spanische Regierung (1697–1821)
Die Besiedlung Kaliforniens wurde schließlich erst Ende des 17. Jahrhunderts vom spanischen König beschlossen und den Jesuiten anvertraut, die unter der Bedingung der Anerkennung der königlichen Oberhoheit auf den kalifornischen Territorien auch alle weltliche Autorität innehatten. Insbesondere die Befehlsgewalt über die sie begleitenden spanischen Truppen war von Bedeutung.
Im Jahr 1697 errichtete der Missionar Juan María de Salvatierra die Misión de Nuestra Señora de Loreto Conchó, die erste permanente Missionsstation in Baja California Sur. Kalifornien war damals Teil von Neuspanien. Der Einfluss und die Verbreitung der jesuitischen Missionare nahm zunächst stetig zu, so dass bis 1767 15 jesuitische Missionsstationen vorwiegend über das historische Kalifornien verteilt waren. Eines der Ziele, die die Spanische Krone mit den Kolonisierungen erreichen wollte, war die Verbreitung des katholischen Glaubens.

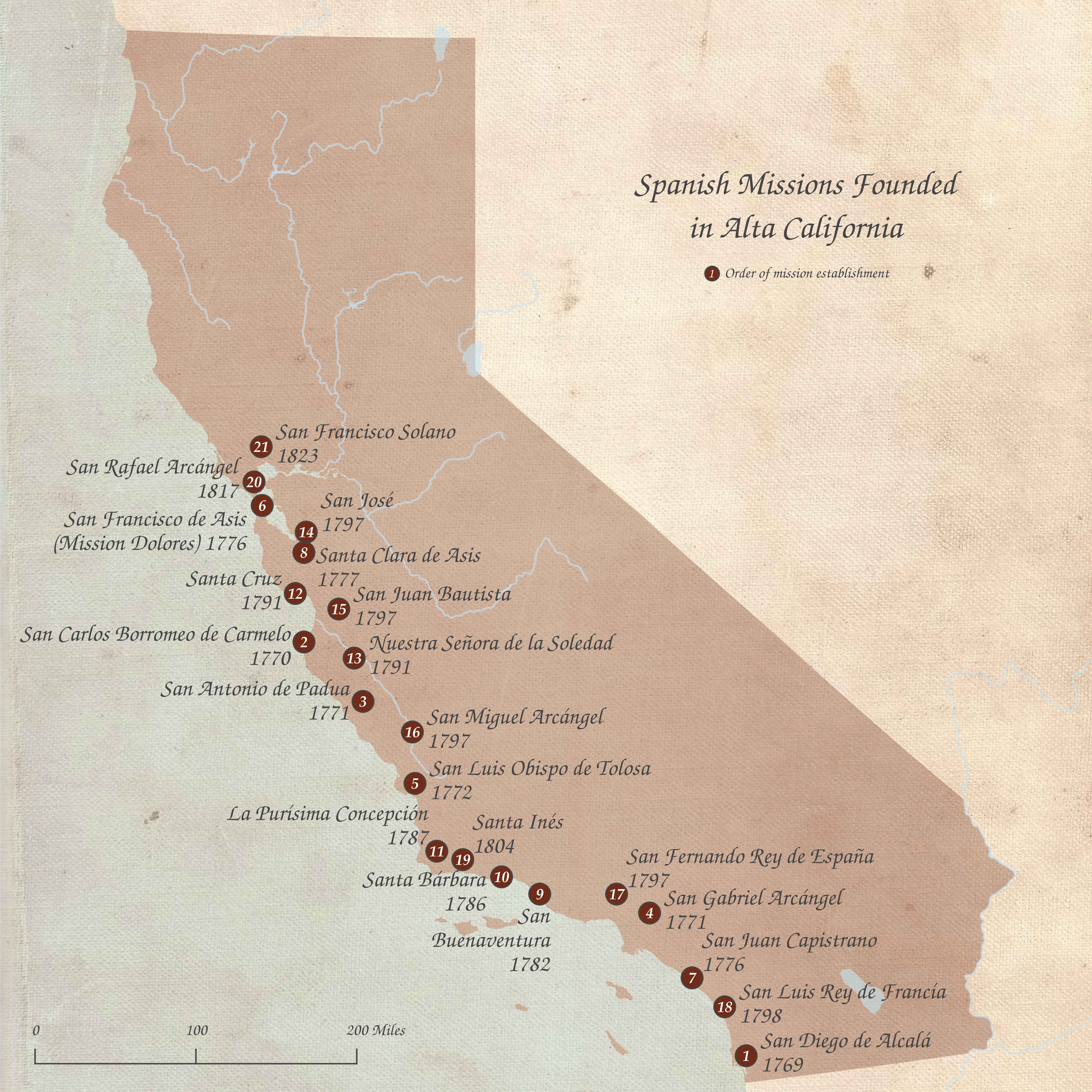
Die 21 franziskanischen Missionsstationen in Alta California.

1767 erließ der spanische König Karl III. ein Dekret in der Folge des Jesuitenverbotes, das die Jesuiten aus Neuspanien auswies oder in deren Heimatländer beorderte. In die entstandene Lücke sprangen die Franziskaner, die den Aufbau und die Bewirtschaftung der Stationen vorantrieben.
Gegen Ende des 18. Jahrhunderts entstanden die ersten bleibenden spanischen Siedlungen in Alta California. Unter dem Druck englischer und russischer Trapper wurde die Zahl der Missionsstationen erhöht und diese nun durch Truppen geschützt. Damit sollte der Gebietsanspruch Spaniens untermauert werden. Die Kette der spanisch-franziskanischen Missionsstationen reichte von Loreto über San Diego bis knapp nördlich vom heutigen San Francisco. Die Missionare predigten nicht nur den katholischen Glauben, sondern brachten auch europäische Wissenschaft mit, insbesondere im Bereich der Land- und Viehwirtschaft. So wurden Vieh, Früchte und Gemüse aus Europa mitgebracht, die in den großen, zu den Missionen gehörenden Ranchos angebaut wurden. Die Einheimischen wurden mit vielen Aufgaben auf diesen Höfen betraut.
Diese insgesamt 21 zwischen 1769 und 1823 gegründeten Stationen gehören zu den ältesten Monumenten Kaliforniens und sind wichtige touristische Zentren der um sie entstandenen Städte. Daher tragen viele Städte die Namen katholischer Heiliger (San bedeutet Heiliger auf Spanisch) und nicht wie sonst in Amerika üblich Namen von geografischen Begebenheiten oder Orten in Europa. Die Namensgebung ging teilweise so weit, dass Orten der Namenszusatz „San“ vorangestellt wurde, obwohl der Name überhaupt nicht von einem Heiligen abgeleitet wurde, so zum Beispiel in San Ramon. Diese Art der Landnahme mittels Missionaren kam dem spanischen König Karl III. sehr gelegen, da in der Folge des Siebenjährigen Krieges das Geld knapp war.
Während seiner dritten und letzten Reise kartographierte der britische Seefahrer James Cook im Jahr 1778 die nordamerikanische Pazifikküste bis hinauf zur Beringstraße. 1786 führte Jean-François de Galaup eine Gruppe von Wissenschaftlern im Auftrag des französischen Königs Ludwig XVI. nach Kalifornien. Sie verfassten einen Bericht über die spanischen Missionen, das Land und die Bevölkerung. In den nachfolgenden Jahrzehnten bereisten verschiedene Händler, Walfänger und weitere Wissenschaftler das Gebiet.
1819 wurde mit dem Adams-Onís-Vertrag die Nordgrenze Kaliforniens auf den 42. Breitengrad festgelegt. Das ist heute die Grenze zu Oregon.

### Gaspar de Portolà
1768 unternahm Gaspar de Portolà eine Expedition zur Besiedlung von Alta California. Sie erreichten das heutige San Diego, errichteten dort das Presidio und zogen dann über Santa Monica, Santa Barbara und San Simeon zur San Francisco Bay. Obwohl sie eigentlich die Bucht von Monterey gesucht und gefunden hatten, erkannten sie sie nicht und zogen daran vorbei. Portolàs Gruppe entdeckte als erste europäische Entdecker die Bucht von San Francisco, obwohl spanische Schiffe bereits seit mehr als 200 Jahren daran vorbei segelten.
Portolàs Gruppe kehrte 1770 nach San Diego zurück.

### Junípero Serra

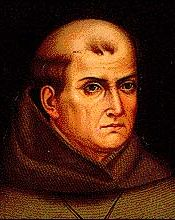
Junípero Serra

Junípero Serra war ein Franziskaner von Mallorca, der maßgeblich an der Gründung der spanischen Missionsstationen in Alta California beteiligt war. Seine ersten Reisen nach Alta California unternahm er als Begleiter der Entdeckungsreisen von Gaspar de Portolà. Serra wurde als „padre presidente“ betitelt, nachdem die Jesuiten aus Neuspanien ausgewiesen worden waren.

## Russische Kolonialisierungsversuche
Russische Robbenjäger und Felljäger erreichten von ihrer Kolonie in Alaska seit etwa 1800 auch Kalifornien und kamen dabei bis San Diego. Sie jagten vorwiegend Seeotter und Pelzrobben für die Pelz-Märkte in China. Eine russische Handelsstation wurde 1812 bei Fort Ross, beim heutigen Bodega Bay, 145 Kilometer nordwestlich von San Francisco errichtet. Diese Region wurde formal sowohl von Mexiko, wie von Großbritannien beansprucht, lag aber weit außerhalb der praktischen Einflussgebiete beider Staaten. Mariano Guadalupe Vallejo, der Commandante-General von Alta California, ließ 1836 das Presidio in Sonoma errichten, um den Vorstoß der Russen in der Region aufzuhalten. Die russische Kolonie in Kalifornien blieb bis 1841 aktiv, als Fort Ross an den Schweizer Privatkolonisten Johann August Sutter verkauft wurde, der sein Territorium Neu-Helvetien so bis zur Pazifikküste erweiterte. Russisch-Amerika beschränkte sich fortan auf Alaska, das schließlich 1867 an die USA verkauft wurde.

## Kalifornien als Teil Mexikos (1821–1846)

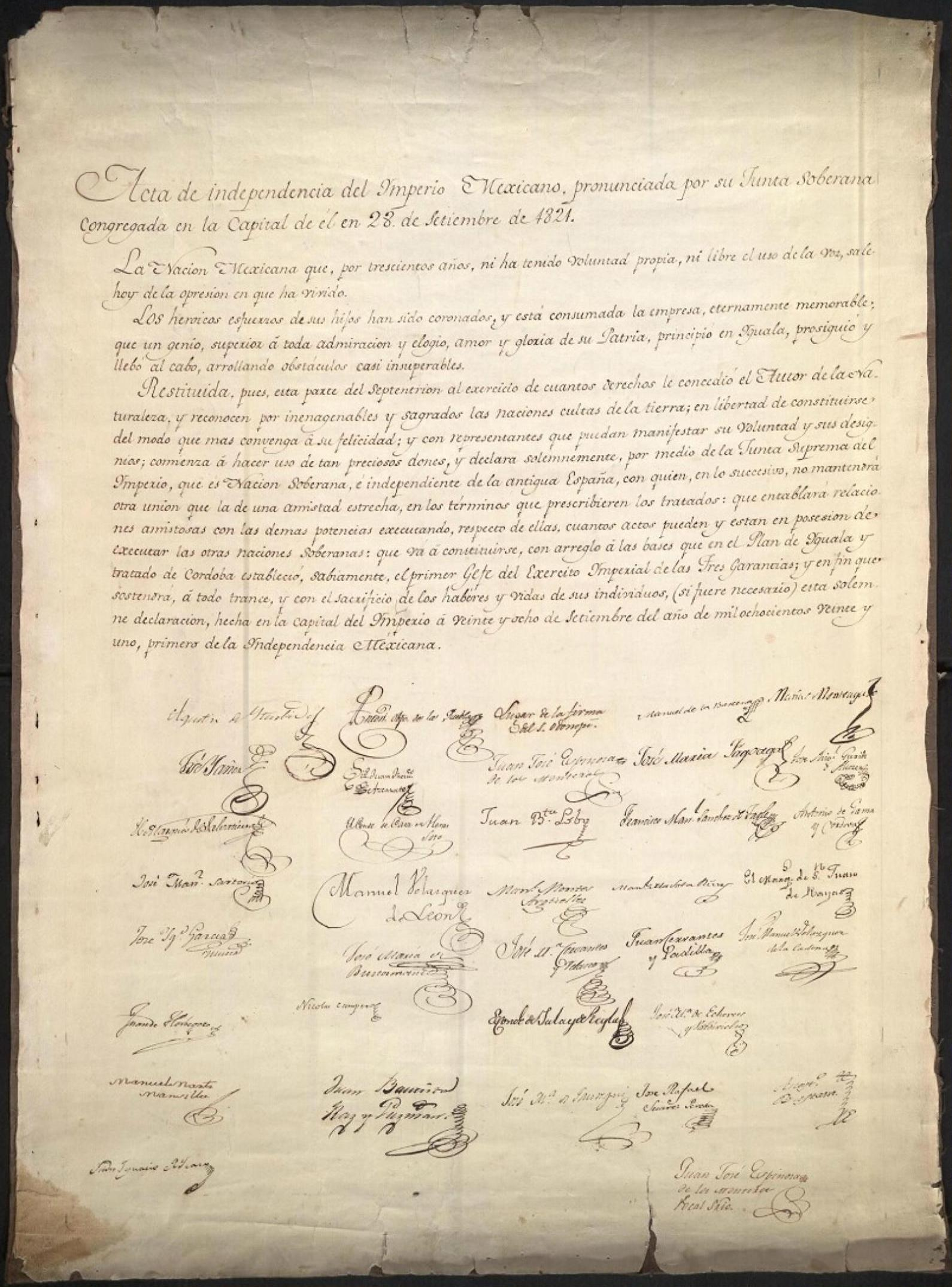
Mexikanische Unabhängigkeitserklärung

Mit der Unabhängigkeit Mexikos von Spanien endete auch die europäische Herrschaft über Kalifornien. Die Missionsstationen verloren zunehmend ihre Bedeutung, während die Ranchos und die Pueblos bedeutender wurden. Mitte der 1840er-Jahre entstand durch die Einwanderung von hauptsächlich Englisch sprechenden Amerikanern eine neue „sprachliche“ Grenze durch Kalifornien. 1846 war die spanischsprachige Bevölkerung von Alta California auf unter 10.000 Personen gefallen. Diese Californios arbeiteten noch hauptsächlich auf den Ranchos, während die US-Amerikaner und die eingewanderten Europäer den Handel beherrschten. Zwar waren sie zahlenmäßig noch deutlich unterlegen, nahmen aber rasch wichtige Positionen ein. Im Gegensatz zu den Californios waren die Einwanderer fast ausschließlich Männer.
Die meisten Missionen selbst waren klein und nur von zwei Franziskanern und sechs bis acht Soldaten bewohnt. Gebaut worden waren sie von den Einheimischen unter der Aufsicht der Mönche. Neben den misiones gab es noch einige Siedlungen (pueblo) und vier presidios (Festungen) entlang dem Camino Real. Die Stationen entlang den 600 Meilen (966 Kilometer) zwischen San Diego und Sonora waren jeweils etwa 60 Kilometer, das entsprach einem Tagesritt, voneinander entfernt. Nachdem der Mexikanische Unabhängigkeitskrieg ausgebrochen war, blieb die Unterstützung der Missionen durch die spanische Krone und später die mexikanischen Regierung, aus und die Mönche und die getauften Christen in und um die Station waren auf sich gestellt. 1827 erließ die nun mexikanische Regierung ein Gesetz, das alle Spanier des Landes verwies, womit die Zahl der Kleriker rapide abnahm. Die Regierung säkularisierte mehrere der Stationen und verkaufte sie anschließend. Diese Ranchos, wie die Stationen mit ihren Gehöften genannt wurden, wurden häufig Eigentum von neuen Siedlern, die sie weiterhin mit der Unterstützung der konvertierten Indianer betrieben und dadurch schnell einen sozialen und wirtschaftlichen Aufstieg erfuhren.
Die Californios waren mit dieser Lage nicht zufrieden. Der Konflikt gipfelte im Aufstand der Garnison von Monterey im Jahr 1828 gegen den Gouverneur José Maria Echeandía. Auch der neue mexikanische Gouverneur Manuel Victoria wurde von allen abgelehnt, auch von den Großfamilien, die sich bisher mit dem System abgefunden hatten. Im November 1831 kam es zu einem Aufstand, in dessen Verlauf vorübergehend Los Angeles und San Diego von den Californios erobert wurden. Ähnlich geschah es bei der „Revolution“ durch Juan Bautista Alvarado 1836. Dieser übernahm die Kontrolle über die Hauptstadt Monterey und deportierte die meisten Offiziellen, während er die Unabhängigkeit und die Souveränität von Kalifornien ausrief. Allerdings weigerte er sich anschließend nicht, den Gouverneursposten anzunehmen, den ihm Mexiko 1837 anbot, wodurch diese „Autonomie“ gar nicht zum Tragen kam.
Erst nachdem Kalifornien ein amerikanischer Bundesstaat geworden war, entschied der Supreme Court, dass die Ranchos an die entsprechenden Orden zurückzugeben seien.
Die bereits erwähnten mexikanischen Gesetze erklärten alle Spanier zu „illegalen Immigranten“, womit auch die meisten Franziskaner abziehen mussten. Dabei nahmen sie alles mit, was irgendwie von Wert war, und die Stationen wurden anschließend von den Mexikanern geplündert oder als Steinbrüche verwendet.

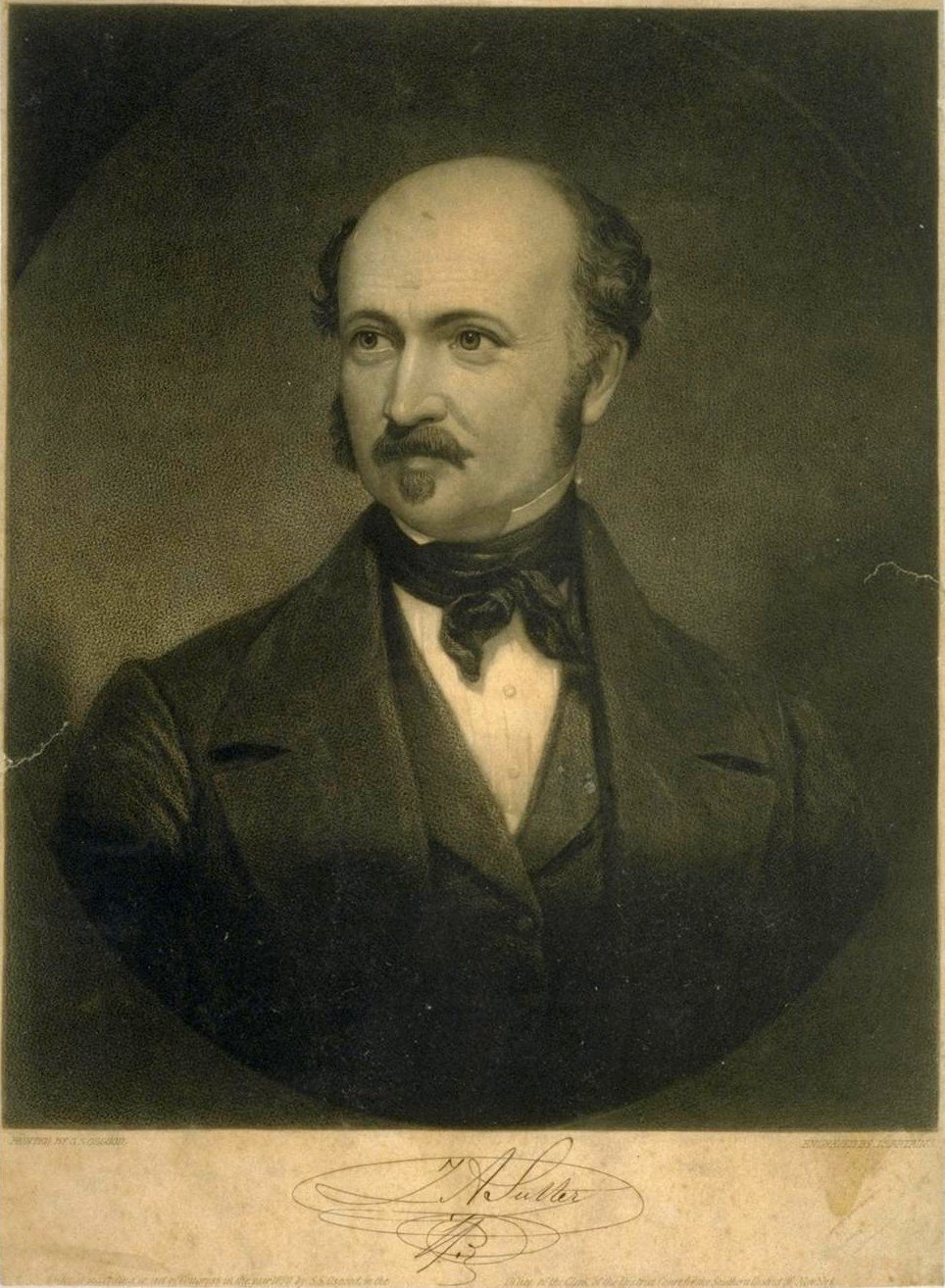
Johann August Sutter

Gleichzeitig mit der verstärkten Einwanderung von Amerikanern drangen auch Landsleute aus einigen anderen Staaten nach Kalifornien vor. Darunter erneut die Russen und neuerdings die Franzosen. Die französische Regierung hielt sich zurück, direkt vor Ort aktiv zu werden, und beließ es bei der Unterstützung von frankophilen Einwanderern. So drohte etwa der Schweizer John Sutter bei einer Meinungsverschiedenheit mit Mexikanern, die französische Flagge über Kalifornien zu hissen und so sein Gebiet von New Helvetia unter den Schutz Frankreichs zu stellen. Sutter selbst hatte zunächst von der mexikanischen Regierung große Ländereien geschenkt bekommen, wo er Ackerbau und Viehzucht betrieb und damit sehr reich geworden war. Der französische Vizekonsul in Kalifornien bat sogar die eigene Regierung, eine Flotte mit 200 Mann auszusenden, allerdings ohne Erfolg.

## Erste amerikanische Siedlertrecks

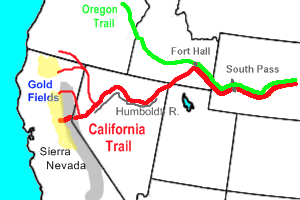
Die verschiedenen Äste des California Trail. Die Goldfelder wurden erst später entdeckt

Eine kleine Zahl von amerikanischen Händlern und Trappern besiedelte schon seit den 1830er Jahren Kalifornien. Bis 1841 war man der Meinung, dass man die Westküste des Kontinentes mit einer größeren Anzahl Menschen nur über das Meer erreichen könne. In diesem Jahr unternahm jedoch der Bidwell-Bartleson-Treck als erster mit Mauleseln und zu Fuß den Weg entlang dem späteren California Trail durch die Rocky Mountains. Ebenfalls 1841 folgte eine Gruppe der United States Exploring Expedition dem Siskiyou Trail vom Nordwesten hinunter nach Kalifornien. 1844 führte Caleb Greenwood den ersten Siedlertreck mit Wagen über die Sierra Nevada. Die Reise der Donner Party war eine Tragödie, mehrere Teilnehmer starben und wurden aufgegessen.

## Die Zeit nach dem Anschluss an die Vereinigten Staaten (1846)

### Mexikanisch-Amerikanischer Krieg

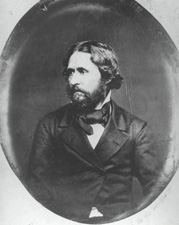
John Charles Frémont

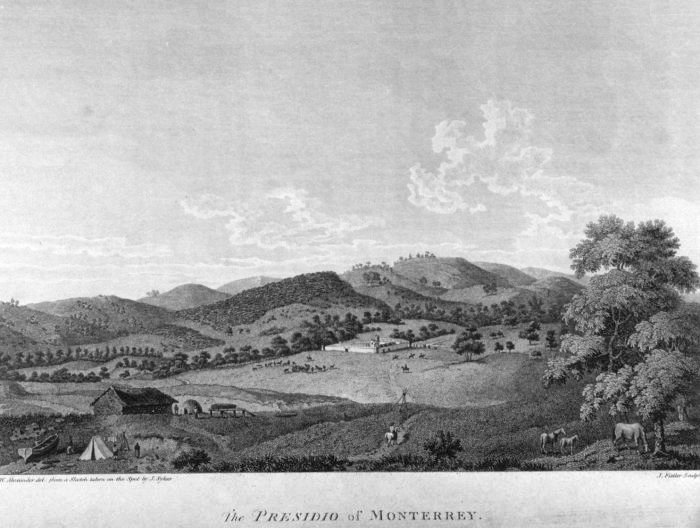
Presidio von Monterey, 18. Jahrhundert

Am 13. Mai 1846 erklärten die Vereinigten Staaten Mexiko den Krieg. Es dauerte jedoch bis Mitte Juli, bis diese Neuigkeit in Kalifornien ankam. Die von den Californios unter José Castro gebildete Junta von Monterey versuchte, Kalifornien von Mexiko abzuspalten und neutral zu halten. Thomas O. Larkin, der als Konsul in Monterey stationiert war, versuchte den Frieden zwischen den Amerikanern, den Californios und der kleinen mexikanischen Garnison aufrechtzuerhalten. Doch noch während die Junta darüber beriet, ob Kalifornien unabhängig werden oder sich einem anderen Staat anschließen solle, machte sich Captain John C. Frémont auf, um Santa Barbara zu erobern und zu besetzen. Er konnte das dortige Presidio am Weihnachtstag 1846 ohne Blutvergießen besetzen. Einige Tage später zog er Richtung Los Angeles, wo er Andrés Pico zur Aufgabe brachte. Der Vertrag von Cahuenga beendete den Krieg im oberen Kalifornien.

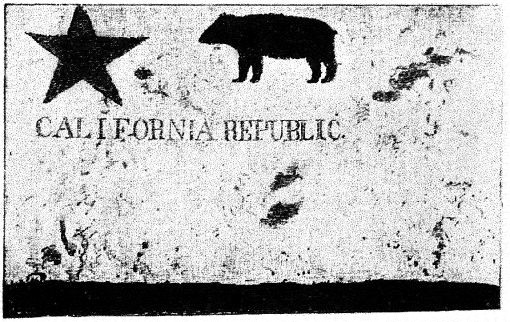
Bear Flag

Am 14. Juni 1846, noch bevor die Kunde vom Krieg den Westen erreichte, begannen etwa dreißig nicht-mexikanische Siedler, meist Amerikaner, eine Revolte, besetzten eine mexikanische Garnison in Sonoma und nahmen Gefangene. Die Ursache für den Aufstand ist nicht mehr ganz eindeutig, hing aber offensichtlich mit den Vorahnungen der Siedler zusammen, die einen Krieg zwischen Amerika und Mexiko um die nördlichen Provinzen Kalifornien und Texas befürchteten. Sie hissten die Bear Flag der Republik Kalifornien über Sonoma. Die heutige Flagge Kaliforniens basiert auf diesem ersten Muster, auch steht immer noch California Republic (Republik Kalifornien) auf der Flagge. Die Republik, zu deren Unterstützern auch John Frémont und John Sutter gehörten, bestand nur bis zum 9. Juli 1846, als in Sonoma wieder die US-Flagge anstelle der Bear Flag gehisst wurde.

Verlauf des Mexikanisch-Amerikanischen Krieges mit den wichtigsten Handlungsorten

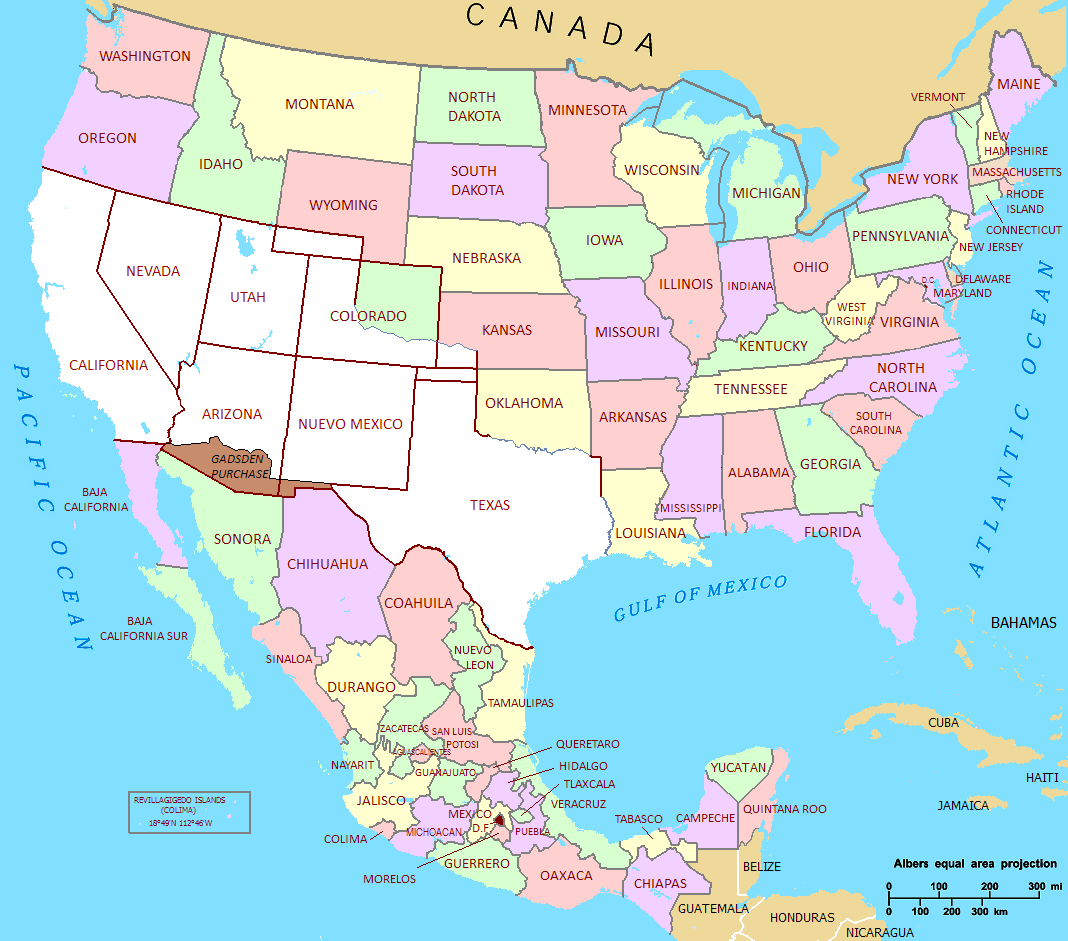
Die im Vertrag von Guadalupe Hidalgo von Mexiko an die Vereinigten Staaten abgetretenen Gebiete mit den heutigen Staatsgrenzen

Commodore John Drake Sloat segelte mit seiner US-Flotte nach Yerba Buena (alter Name von San Francisco) und besetzte es am 7. Juli 1846. Bald darauf übertrug er das Kommando über die nun an Land gegangene Truppe an Robert F. Stockton, der die Truppen Frémonts unter seinen Befehl setzte und dann Sacramento und Monterey einnahm. Nachdem das Gerücht vom Krieg mit Mexiko offiziell bestätigt wurde, gelang es den US-Truppen sehr schnell, den nördlichen Teil Kaliforniens vollständig unter ihre Kontrolle zu bringen.
Im Süden floh der mexikanische General José Castro und der Gouverneur Pio Pico aus Los Angeles. Als Stocktons Truppen am 13. August praktisch ohne auf Widerstand zu treffen dort eintrafen, schien die Eroberung Kaliforniens quasi ohne Blutvergießen abgeschlossen zu sein. Doch Stockton war sich seiner Sache zu sicher und hinterließ eine Garnison von nur 36 Mann. Diese wurden Ende September von Einheimischen zur Aufgabe gezwungen. Stockton sandte 200 Männer als Verstärkung, geführt von Captain William Mervine, diese wurden jedoch in der Schlacht von Dominguez Rancho am 9. Oktober bei San Pedro zurückgedrängt. 14 der Männer von Stockton waren gefallen.
In der Zwischenzeit war der amerikanische General Stephen W. Kearny mit hundert seiner Dragoner nach einer langen und beschwerlichen Reise in Kalifornien eingetroffen. In der Schlacht von San Pasqual bei San Diego wurden zwar die Californios besiegt, aber Kearny verlor 17 Mann. Dies war der größte Verlust, den amerikanische Truppen jemals in Kalifornien verzeichnen mussten. Stockton kam Kearny zu Hilfe und sie zogen nordwärts erneut gegen Los Angeles, wo sich Frémonts Männer und weitere Einheiten anschlossen. Mit einer Stärke von 660 Mann bekämpften sie die Californios zunächst in der Schlacht von Rio San Gabriel und dann, am 9. Januar 1847 in der Schlacht von La Mesa. Nur drei Tage später, am 12. Januar ergaben sich die letzten größeren Einheiten der Californios den amerikanischen Truppen. Das bedeutete das Ende des Krieges in Kalifornien.
Im Frühjahr 1847 erreichten weitere US-Army-Truppen Kalifornien. Eine Einheit unter der Führung von William T. Sherman erreichte am 28. Januar Monterey, Jonathan D. Stevenson kam am 15. März mit ungefähr 900 Männern im Pazifikstaat an. Diese Männer blieben in Kalifornien und desertierten dann zu einem großen Teil, als im Januar des folgenden Jahres der Goldrausch ausbrach.
Der endgültige Friede mit Mexiko wurde im Vertrag von Guadalupe Hidalgo am 2. Februar 1848 besiegelt. Die Vereinigten Staaten bezahlten Mexiko die Summe von $18.250.000 für seine nördlichen Provinzen, darunter das Gebiet der heutigen Bundesstaaten Kalifornien, Nevada, New Mexico, Texas, Arizona, Utah und Teile von Colorado.

### Goldrausch

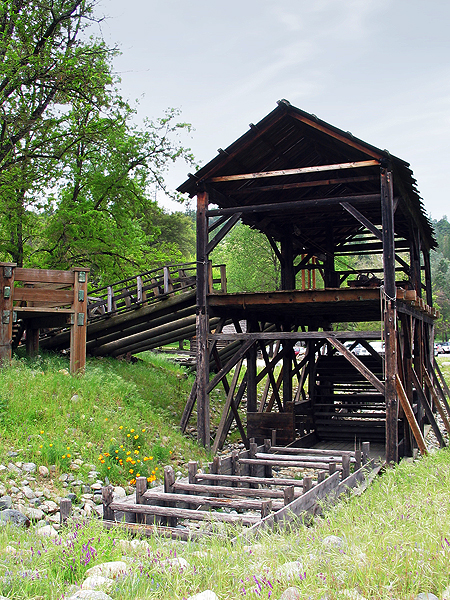
Sutter’s Mill

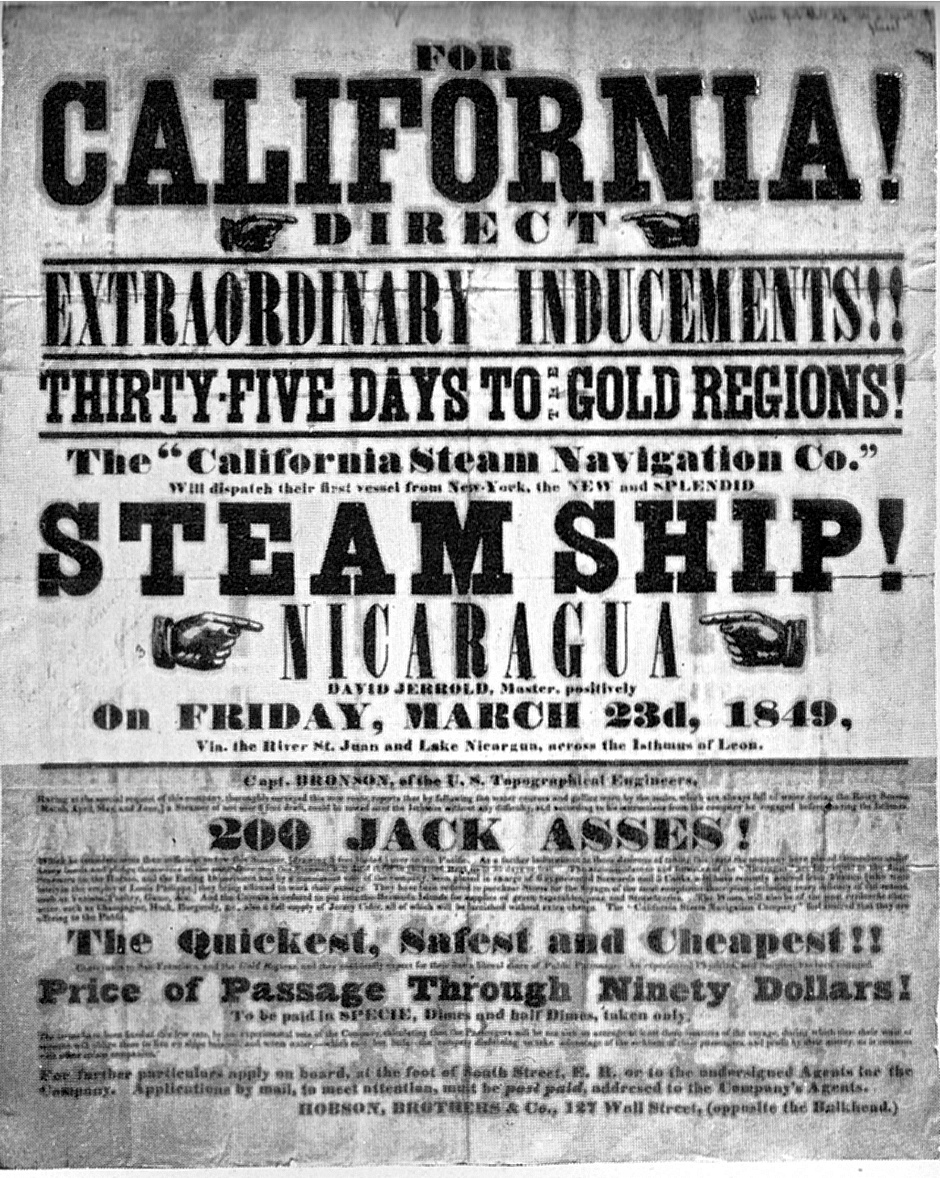
Ein Werbe-Plakat aus dem Jahr 1849 für Schiffspassagen nach Kalifornien zum Goldrausch

Im Januar des Jahres 1848 entdeckte James W. Marshall beim Bau einer neuen Mühle auf dem Gebiet von John Sutter Gold. Dieser Fund bei Sutter’s Mill löste den Kalifornischen Goldrausch aus und war der Auslöser für ein Bevölkerungswachstum unvergleichlichen Ausmaßes in Kalifornien. John Sutter jedoch wurde durch die völlig unkontrollierbare Einwanderung und Besitznahme der Goldsucher auf seinem Land völlig ruiniert. Er starb 1880 völlig vereinsamt in Washington.
Da zu jener Zeit Nachrichten noch verhältnismäßig langsam unterwegs waren, begann die eigentliche Einwanderungswelle erst im folgenden Jahr. Diese Forty-Niners genannten Goldsucher erhöhten die Zahl der Weißen Siedler von 14.000 im Jahr 1848 auf etwa 120.000 im Spätherbst 1849.

### Politische Umstrukturierungen und Unsicherheiten (1847–1856)

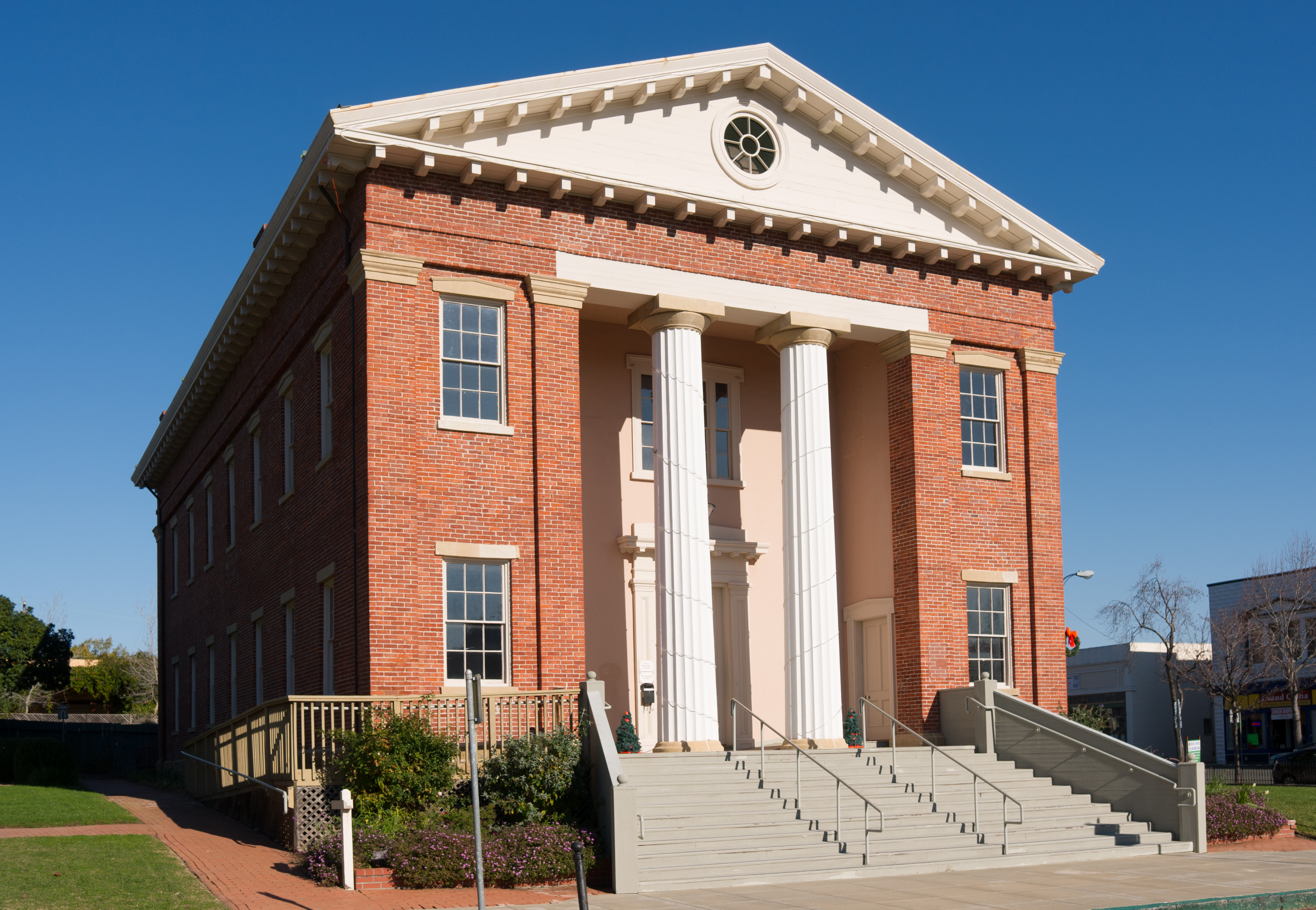
Das dritte California State Capitol in Benicia

Von 1847 bis 1849 wurde Kalifornien vom US-Militär verwaltet (vgl. Liste der Gouverneure von Kalifornien). Bennett C. Riley, der letzte Militärgouverneur von Kalifornien berief im September 1849 eine verfassungsgebende Versammlung in Monterey ein. Von den 48 anwesenden Delegierten waren die meisten amerikanische Siedler aus der Zeit vor 1846, 8 waren Californios. Die Versammlung verbot die Sklaverei und setzte eine Regierung ein, die bis zur offiziellen Aufnahme Kaliforniens in die Vereinigten Staaten in der Folge des Kompromisses von 1850 am 9. September 1850 das Land verwaltete. In den folgenden Jahren wechselte die Hauptstadt noch mehrmals. 1850 wechselte das politische Zentrum von Monterey nach San Jose (1850–1851), anschließend nach Vallejo (1852–1853) und Benicia (1853–1854) bis man sich schließlich auf Sacramento einigte.

### Committees of Vigilance

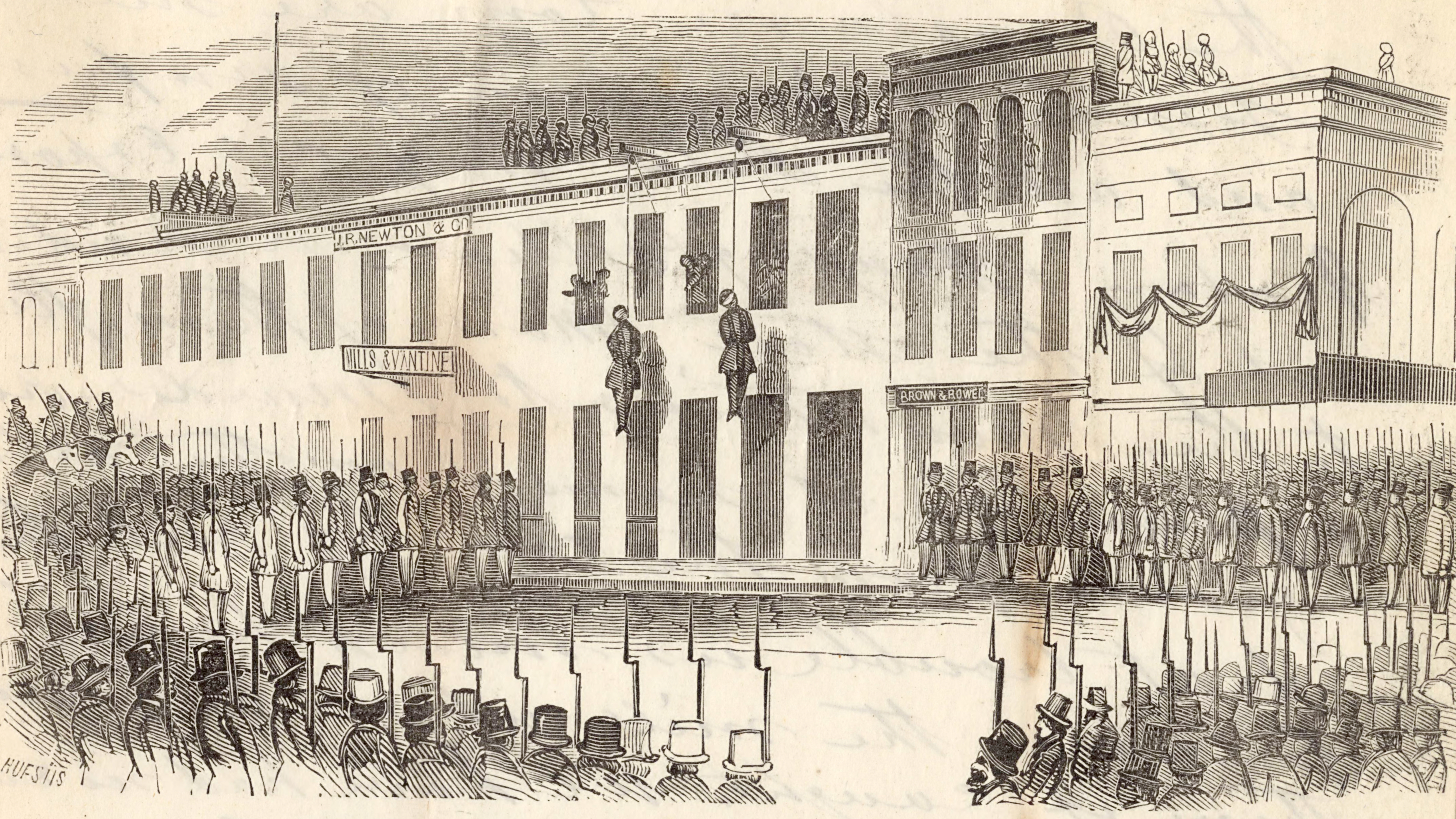
Charles Cora und James Casey werden vom Committee of Vigilance an der Fassade des Versammlungslokals in San Francisco gehängt (1856)

Im noch jungen Staat herrschte 1851, trotz Verfassungsversammlungen, Gouverneurswahlen – John Sutter hatte im Jahr zuvor gerade die erste Wahl gegen Peter Burnett verloren – und einer aktiven Legislative, weitgehend Anarchie. Die Polizei war korrupt, und der amtierende Gouverneur John McDougal, der Burnett inzwischen ersetzt hatte, war unfähig. In San Francisco wüteten regelmäßig große Feuersbrünste (zwischen 1849 und 1851 mindestens dreimal), die jeweils ganze Stadtbereiche einäscherten und sehr oft gelegt waren. Die Behörden unternahmen nichts, und auch entdeckte Brandstifter oder Mörder kamen mit sehr milden Strafen davon und wurden begnadigt. Als dann auch noch der sehr beliebte Politiker James King auf offener Straße erschossen wurde, was durchaus als politischer Mord interpretiert wurde, war das Maß voll.
In San Francisco entstand nun das erste Committee of Vigilance (Wachsamkeitsvereinigung) unter der Führung von Samuel Brannan. Die Vereinigung, bestehend aus Konsuln – darunter auch de Rutté, der in seinen „Souvenirs“ ausführlich davon berichtet – einflussreichen Bürgern und Kaufleuten, beschloss, das Gesetz selbst in die Hand zu nehmen und die Rechtsordnung so wiederherzustellen. Bereits wenige Tage nach der ersten Versammlung ging der nun patrouillierenden Bürgerwehr ein Brandstifter ins Netz. Er wurde unter dem Beifall der Einwohner San Franciscos umgehend gehängt, wodurch sich innerhalb von sehr kurzer Zeit ungefähr 300 Personen der Vereinigung anschlossen. Die abschreckende Wirkung von mehreren solchen Hinrichtungen blieb nicht aus und die Ordnung konnte bald wiederhergestellt werden. Im Herbst löste sich das Komitee auf, weil die meisten korrupten Beamten bei Neuwahlen ersetzt worden waren.
Ein vom Kongress 1851 verabschiedetes Gesetz sollte helfen, eine andere Problematik in den Griff zu bekommen: Große Gebiete der Ranchos der Californios waren von den Goldsuchern einfach als eigenes Land besetzt worden. Das neue Gesetz legte einen genauen aber komplizierten Prozess fest, wie die ehemaligen Landeigentümer ihr Recht auf das Land nachweisen und eintragen lassen konnten. Der Prozess war aber so kompliziert, dass es im Durchschnitt 17 Jahre dauerte, bis das Urteil gefällt war. Während dieser Zeit waren viele Kläger verstorben oder durch die Kosten des Prozesses mittellos geworden. Schließlich blieben den Californios (oder ihren Gläubigern) noch etwa zwei Drittel des Landes – wobei die Nutznießer der Konkurse wiederum die Siedler waren.

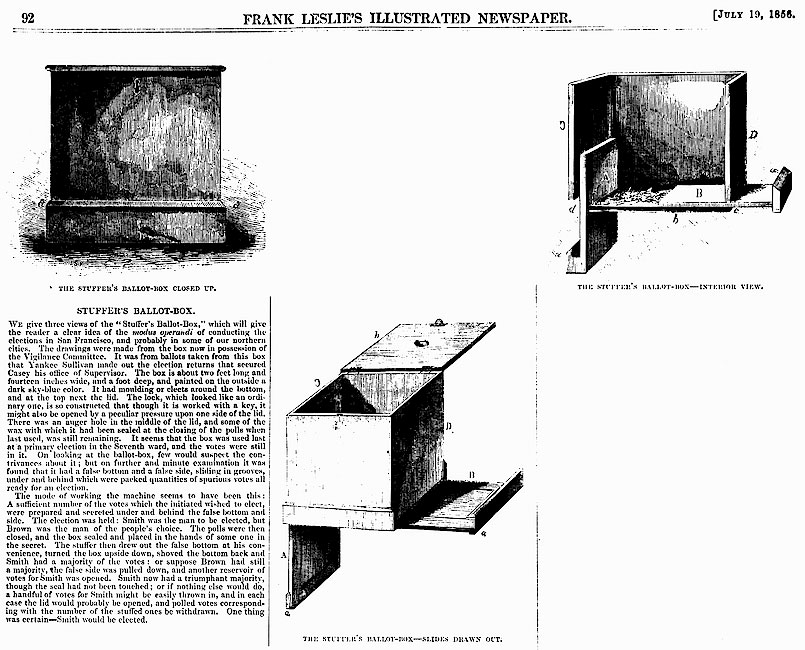
Eine vom Vigilance Committee beschlagnahmte Wahlurne, mit der extensiver Wahlbetrug begangen werden kann

Wenige Jahre später war die Kriminalität erneut stark angestiegen. Das Jahr 1856 sah eine nie dagewesene Einwanderungswelle von Kriminellen aus dem Osten, die versuchten, hier unerkannt ihre Verbrechen zu begehen. Die Politiker und Richter schauten großzügig weg oder waren selber an den dreckigen Geschäften beteiligt. Im Jahr 1855 wurden 489 Morde gezählt, aber nur vier Täter wurden rechtmäßig hingerichtet. Auch war Wahlbetrug an der Tagesordnung. Erneut wurde ein Mann, der die Missstände anprangerte und in einer Zeitung öffentlich machte, auf offener Straße tödlich getroffen: James King of William. Täter war James Cassey, ein städtischer Politiker, von dem King zuvor veröffentlicht hatte, dass er im Sing Sing eingesessen hatte. Das Komitee trat am 15. Mai 1856 neu zusammen, wobei viele Beteiligte bereits das erste Mal mitgemacht hatten. Die Zahl der Mitglieder war diesmal jedoch noch deutlich höher und umfasste etwa 3500 bewaffnete Männer. Am 20. Mai verschafften sie sich unter Androhung von Gewalt Zugang zum Gefängnis am Broadway in San Francisco und nahmen Cassey mit, zusammen mit Charles Cora, der zuvor bereits einen US-Marshal erschossen hatte.
Am 22. Mai wurden die beiden Mörder gehängt. Das Hauptquartier des Committees war zu einer Art Festung ausgebaut worden, mit Kanonen auf dem Dach und Sandsäcken vor dem Eingang. Am 11. August löste sich das Komitee mit einer Parade wieder auf und seine Mitglieder gründeten die „People’s Party“, die später in den Demokraten aufging.

### Der Amerikanische Bürgerkrieg (1861–1865)
Weil sich Kalifornien geografisch weit weg vom Kriegsgeschehen befand, spielte es im Amerikanischen Bürgerkrieg nur eine untergeordnete Rolle. Politisch hielt Kalifornien zu den Nordstaaten, da es zuvor schon die Sklaverei abgeschafft hatte. Die Siedler, die mit der Konföderation sympathisierten, durften sich nicht organisieren und ihre Zeitungen wurden verboten. Der vormalige Senator William M. Gwin, Sympathisant mit den Südstaaten, wurde festgenommen und floh nach Europa. Mächtige Kapitalisten dominierten die kalifornische Politik und führten den Staat mit Hilfe der neu gegründeten Republikanischen Partei. Nur wenige kalifornische Soldaten der California Column griffen aktiv in das Kriegsgeschehen ein. Etwa 2350 Männer verjagten die Konföderierten aus den von den Nordstaaten verwalteten Territorien Arizona und New Mexico. Sonst bekämpfte die Einheit vor allem feindlich eingestellte Indianer.

### Arbeitsrecht
Die relative Abgeschiedenheit Kaliforniens bis zur Mitte des 19. Jahrhunderts begünstigte fähige Handwerker, da sie aufgrund der hohen Nachfrage nach Werkzeug und Baumaterial sehr gute Preise verlangen konnten. Die ersten Arbeiterbewegungen entstanden bereits in den 1850er-Jahren. Kalifornien und insbesondere San Francisco wurden ein wichtiges Zentrum der Arbeiterbewegungen des 19. und frühen 20. Jahrhunderts, die in mehreren teilweise blutig niedergeschlagenen Streiks gipfelten. Als letzter bedeutender Streik gilt der Streik am Embarcadero in San Francisco im Jahr 1934.
Nach dem Ende des Bürgerkrieges im Jahr 1865 wurde mit dem Bau der transkontinentalen Eisenbahn begonnen. Die Eisenbahngesellschaften stellten eine große Zahl von Menschen ein, sehr viele davon waren Chinesen. Im Jahr 1869 wurde die Eisenbahnlinie zur Ostküste fertiggestellt, womit nun die Reise von Chicago nach San Francisco 6 Tage dauerte statt wie bisher 6 Monate. Viele der Chinesen ließen sich nun in Kalifornien nieder, was aber zu starken nativistischen Aktionen gegen diese führte. Arbeit fanden sie fast keine mehr und Politiker forcierten anti-chinesische Gesetze.
Die Vorurteile gegenüber den Chinesen wurden sehr stark und sie wurden für die wirtschaftliche Depression nach dem Bau der Eisenbahn verantwortlich gemacht. Aus den Minenfeldern wurden sie weitgehend verdrängt und nur noch in den Chinatown genannten Stadtbezirken geduldet. Solche sind noch heute in den großen Städten Kaliforniens klar auszumachen. Zahlreiche Gesetze mit aus heutiger Sicht eindeutig rassistischem Inhalt wurden verabschiedet, um die Einwanderung von Chinesen, ihre Anstellung und ihre Niederlassungsfreiheit zu beschränken. Viele davon wurden erst nach dem Zweiten Weltkrieg und durch Entscheide des Supreme Court wieder abgeschafft oder für verfassungswidrig erklärt.

### Beschleunigte Entwicklung und ihre Folgen

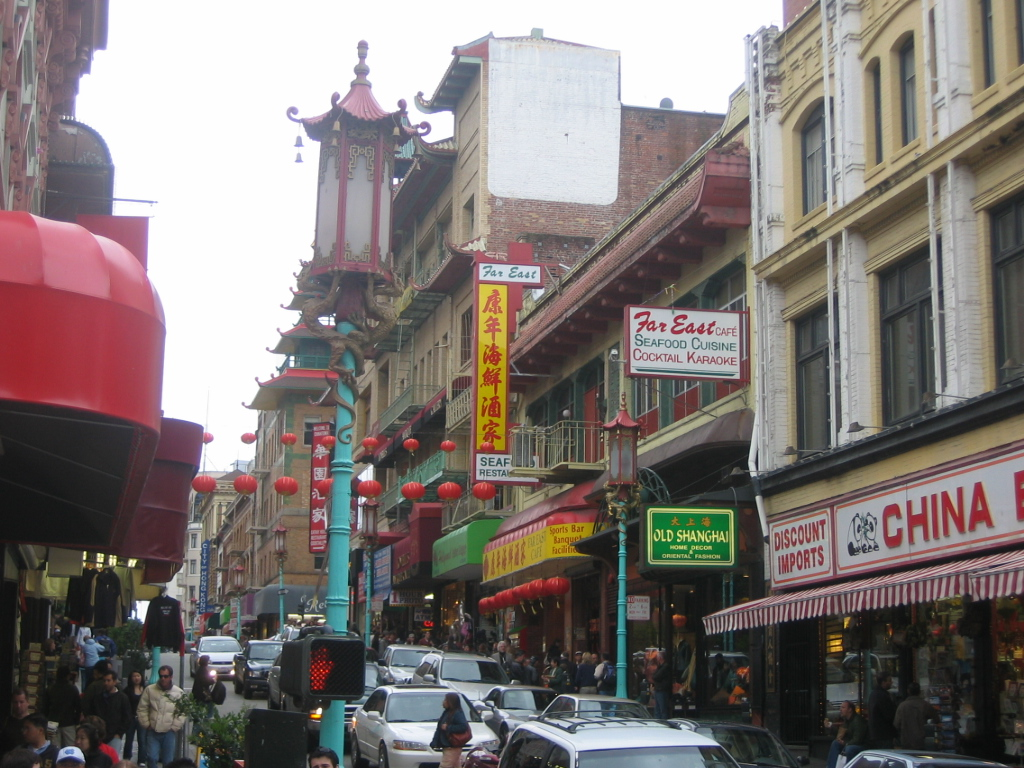
Chinatown in San Francisco

Nach dem Ende des Krieges 1865 wuchs die Einwohnerzahl Kaliforniens weiter. Die unabhängigen Bergleute waren nun weitgehend von großen Bergbau-Unternehmen ersetzt worden. Viele Arbeitnehmer wurden entlassen, da die Unternehmen nun chinesische Einwanderer einstellen. Die „Kulis“ machten einen Großteil der Belegschaft beim Eisenbahnbau aus. Bis 1859 ließen sich über 35.000 Chinesen in Kalifornien nieder. 1880 waren es 75.135. Die amerikanischen Arbeitslosen begannen einen Aufstand, während die chinesischen Bergleute ihre Unzufriedenheit ob der schlechten Behandlung durch ihre Arbeitgeber als auch durch andere Kalifornier zeigen. Von 1850 bis 1900 wurden viele rassistische Anti-Einwanderungs- und insbesondere Anti-Chinesen-Gesetze erlassen, die bis Mitte des 20. Jahrhunderts Gültigkeit behielten. So schränkte etwa der Burlingame Treaty die chinesische Einwanderung ein. Aber die gravierendste Folge dieser Zeit ist wahrscheinlich die Entstehung und die Ratifizierung einer neuen Verfassung des Kalifornischen Staates 1879. Lobbys wie die Workingmen´s Party von Deanis Kearney waren die Initiatoren des Artikels XIX, Abschnitt 4, der allen kalifornischen Städten und Countys die Möglichkeit gab, Chinesen auszuweisen oder die Gebiete zu begrenzen, in denen sie sich aufhalten konnten. Dieser Artikel, der 1882 beschlossen wurde, bestand bis 1952 und führte zum sogenannten Chinese Exclusion Act, einem Einwanderungsgesetz, das noch im gleichen Jahr für das ganze Gebiet der Vereinigten Staaten angenommen wurde. Ein weiteres kalifornisches Gesetz erschwerte es Ausländern, insbesondere Asiaten, in Kalifornien Grundeigentum zu erwerben. Diese Regelungen führten in Kalifornien zur Bildung von Chinatowns, die noch heute deutlich in den Städten erkennbar sind.

### Die Eisenbahn

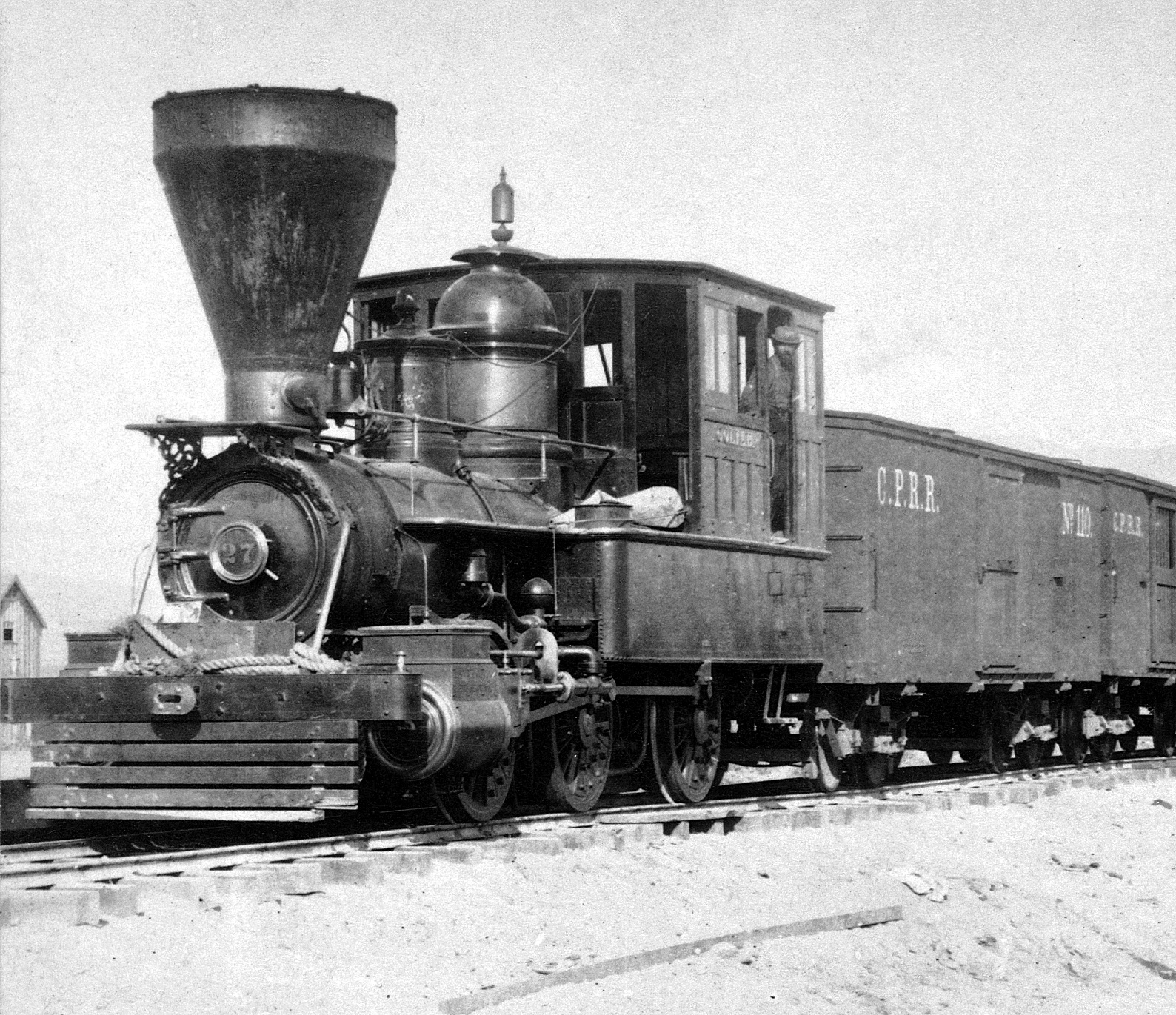
Eine Goliah der Central Pacific

Vor der Ankunft der Eisenbahn ist Kalifornien von den anderen Staaten weitgehend isoliert – Die Territorien zwischen dem Mississippi River und den Rocky Mountains sind noch weitgehend menschenleer und die Berge im Winter kaum passierbar. Die Wirkung des neu aufgebauten Pony Express ist minimal und auch die Einführung der Kamelkarawanen, die die Wüste im Südwesten durchqueren, bringt keine wesentliche Verbesserung. Nach dem Bürgerkrieg bringt der Bau der ersten transkontinentalen Eisenbahn eine sehr plötzliche Veränderung. Die Reisezeit von Chicago nach San Francisco wird von 6 Monaten auf 6 Tage verkürzt, womit auch die Einwanderungen nochmal rapide zunehmen. Die Direktoren der Eisenbahnunternehmen werden schnell sehr reich und bilden eine neue Elite, die ihren Einfluss geltend machen. Die bedeutendsten vier, genannt die „Big Four“, waren Charles Crocker, Leland Stanford, Mark Hopkins und Collis P. Huntington. Die Landwirtschaft entwickelt sich ebenfalls schnell: In den 1870er und 1880er Jahren steht Kalifornien an der Spitze der Staaten bei der Produktion von Weizen. Alle anderen Branchen, einschließlich des Tourismus, profitieren von der Ankunft der Züge und dem Durchstich des Panamakanals 1914, der Europa näher an Kalifornien brachte, obwohl nach dem Ende der Arbeiten eine Zeit der Depression folgt. Im Jahr 1915 finden in San Francisco die Panama-Pacific International Exposition zur Feier der Fertigstellung des Panamakanals statt, was erneut sehr viele Touristen in den Westen lockte.
Im Umkreis der Städte entstanden bereits eine Art Vororteisenbahnnetzwerke, die der absehbaren Urbanisierung zuvorkamen. Selbst der Nahverkehr entwickelte sich rasch. In San Francisco gab es um 1900 acht verschiedene Eisenbahngesellschaften, die Kabelstraßenbahnen betrieben. Am Ferry Building fuhr zu Spitzenzeiten alle 15 Sekunden ein Wagen ab.

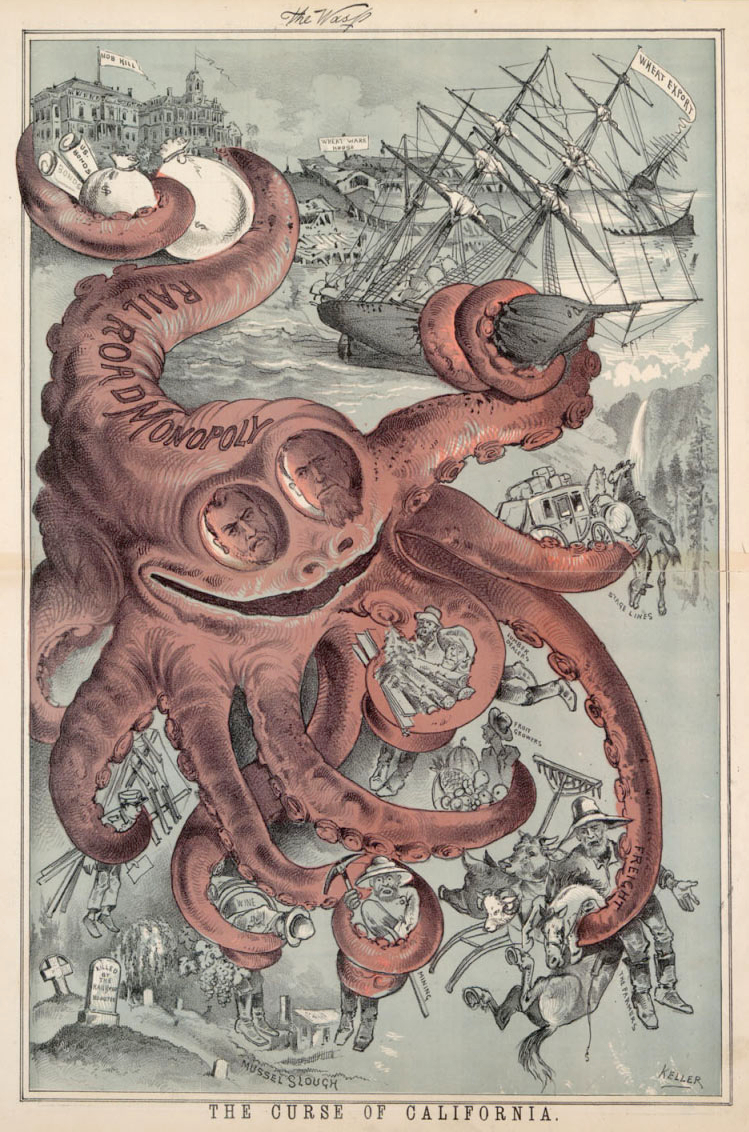
Karikatur über das Monopol der Southern Pacific Railroad, die als Krake dargestellt wird

Allerdings ist diese Entwicklung kritisch: am Ende des Jahrhunderts dachten viele Kalifornier, die Big Four wären zu mächtig und zu reich geworden und sie würden die Regierung bestechen. Viele Karikaturen zeigten die Eisenbahnbetreiber in der Gestalt von Kraken, die die Steuerung der gesamten Wirtschaft übernehmen und die Schätze Kaliforniens in Beschlag nehmen. In seinem Roman The Octopus: A Story of California, beschreibt Frank Norris die wirtschaftlichen Fesseln, die durch die Monopolstellungen entstehen – deren Führer werden als „Monster“ dargestellt und die Praktiken der „Southern Pacific“ heftig kritisiert. In der Tat traten häufig Probleme zwischen diesen Unternehmen und Einwohnern auf, insbesondere im Hinblick auf den Besitz und Erwerb von Grundstücken, die von den Eisenbahnlinien durchquert wurden. Gerichtsverhandlungen um Besitzrechte endeten meistens im Sinne der Unternehmen. Norris Roman wurde durch die tragischen Ereignisse inspiriert, die auf einen dieser Prozesse folgten und die als „Mussel Slough Tragedy“ in die Geschichtsbücher einging und den Tod von sieben Menschen zur Folge hatte. Farmer hatten sich gegen überhöhte Grundstückspreise aufgrund von Spekulationen und gegen die Vertreibung vom eigenen Land gewehrt.
Ein weiterer Punkt, der von den Bewohnern schlecht aufgenommen wurde, ist die Tatsache, dass die Direktoren der großen Unternehmen auch direkten politischen Einfluss bekamen. Leland Stanford beispielsweise wurde im Dezember 1861 zum Gouverneur gewählt. Einige Politiker und eine kalifornische Partei protestierten gegen diese Praktiken: Hiram Johnson, ein Mitglied der Progressive Party, wurde der Anführer dieser Bewegung. Von 1911 bis 1917 zum Gouverneur gewählt, implementierte er Reformen und gesetzgeberische Maßnahmen, um solchem Machtmissbrauch entgegenzuwirken. Auch für Aufsehen sorgen die sogenannten Frog wars (Wörtlich: Froschkriege; Frog ist der englische Begriff für das Herzstück einer Eisenbahnweiche). Bei den Konflikten ging es um die Rechte, die Geleisanlagen einer anderen Eisenbahngesellschaft kreuzen zu können. Die Verhandlungen endeten häufig vor dem Richter, während die Gesellschaften die Arbeiter aufeinander los hetzten. Oftmals wurden die Konflikte bewusst provoziert, in dem ein Geleise so gelegt wurde, dass die Konkurrenzgesellschaft ihre Strecke nicht fertig bauen konnte. Ein Beispiel war der Krieg der Southern Pacific mit der Santa Fe. Erstere verhinderte mit solchen Maßnahmen die Erweiterung der Santa Fe nach Westen, bis im September 1882 eine Gruppe von wütenden Bürgern die Verwaltungen dazu zwang, solche Methoden einzustellen. So haben Eisenbahnen eine zweideutige Rolle in der Geschichte des Landes gespielt: Sie haben ihm Entwicklung, Wohlstand und Bevölkerungswachstum verbunden mit kultureller Vielfalt, auf der anderen Seite aber auch Korruption, Rassismus und diverse gewaltsame Konflikte gebracht.

## Wirtschaftliche Blüte und ihre Schattenseiten (20. Jahrhundert)
Das neue Jahrhundert begann mit einem einschneidenden Ereignis: Am 18. April 1906 bebte in San Francisco die Erde. Große Teile der Stadt wurden zerstört, wenn nicht durch das Erdbeben selbst, so durch die anschließende Feuersbrunst. Das Erdbeben hatte nicht nur einen sichtbaren Einfluss auf die Bevölkerung der Stadt, sondern es führte auch zur Anerkennung und Aufwertung der noch jungen Wissenschaft der Seismologie. Mit den Erkenntnissen über den San-Andreas-Graben wuchs das Bewusstsein, dass die kalifornische Küste stark erdbebengefährdet ist. Die Kalifornier waren davon überzeugt, dass sich ein neues Erdbeben in diesem Ausmaß ereignen wird, die Frage ist nur wann.

### Technische Errungenschaften und ihre Kollateralschäden

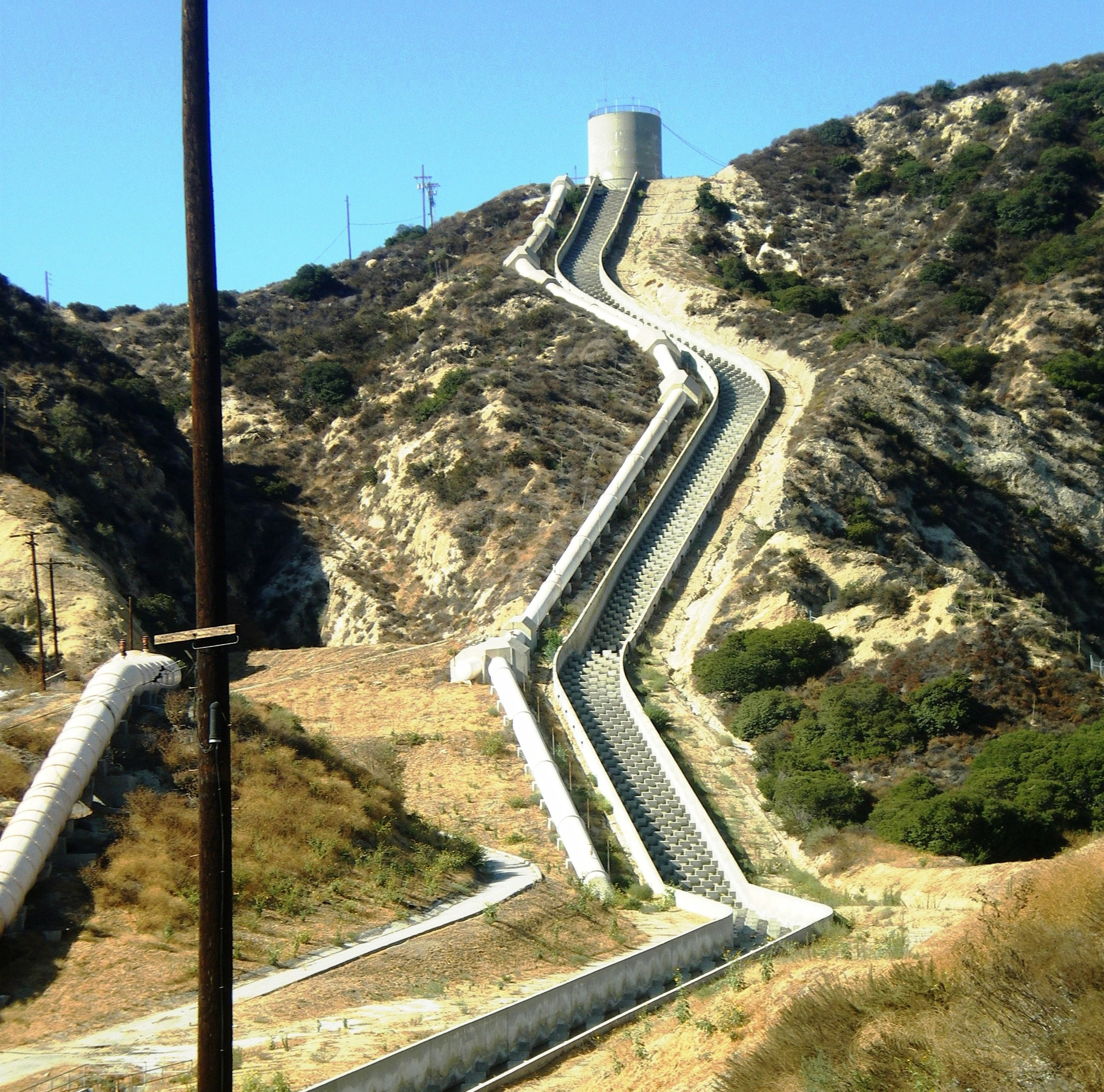
Das Aquädukt von Los Angeles

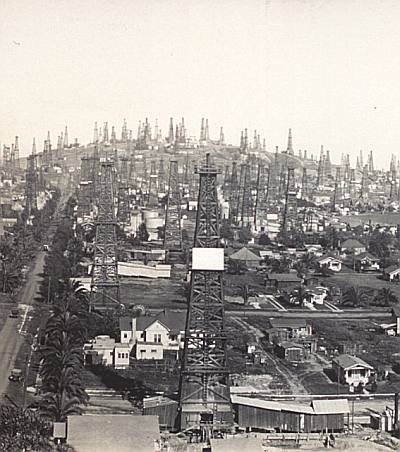
Ein „Wald“ aus Ölbohrtürmen bei Signal Hill in der Nähe von Los Angeles

Im Jahr 1900 zählte Kalifornien ungefähr 1,5 Millionen Einwohner, bis im Jahr 1962 war es zum bevölkerungsreichsten Bundesstaat geworden. Verschiedene wirtschaftliche und kulturelle Faktoren waren für diese demographische Entwicklung in der ersten Hälfte des 20. Jahrhunderts verantwortlich. In den 1920er-Jahren wurde in der Nähe von Los Angeles Öl gefunden, einige Zeit später auch in anderen Regionen des Staates. In Südkalifornien wurde damit die Ölindustrie rasch zum rentabelsten Industriezweig, was weitere Einwanderer anzog. Als zweiter wichtiger Industriezweig entstand in den ersten Jahrzehnten des Jahrhunderts die Filmindustrie. Bedeutende Firmen wie Metro-Goldwyn-Mayer, Universal Pictures und Warner Brothers wurden gegründet und erwarben große Ländereien um Hollywood bei Los Angeles. Hollywood wurde zum Zentrum der amerikanischen Filmindustrie und zur bedeutendsten Filmstadt überhaupt. Kalifornien bot eine große Vielfalt an Landschaften, womit für jeden Film die passende Kulisse gefunden werden konnten – von der sengenden Hitze im Death Valley, über die mediterranen Gebiete um Hollywood selbst, bis zu den schneebedeckten Bergspitzen der Rocky Mountains.
siehe auch: Owens Valley
Der Bau des Los-Angeles-Aquädukts, das 1913 eröffnet wurde, brachte nicht nur Segen. Das Aquädukt, mit dem Wasser vom Owens River nach Los Angeles geleitet werden sollte, durchquert die Mojave-Wüste und das Owens Valley, zwei sehr trockene Gebiete im Südosten von Kalifornien. Durch die Ableitung des Wassers wurde das Land dort gänzlich unfruchtbar, was die Bauern der Gegend gegen die Wasserverwaltung von Los Angeles aufbrachte. 1924 sprengten sie sogar einen Teil der Wasserleitungen. William Mulholland, der verantwortliche Ingenieur, äußerte sich nur zynisch über die Proteste der Bauern, obwohl er seine Wasserrechte auch nicht ganz mit legalen Mitteln erworben hatte, und sagte, es sei nur deshalb schade um die Apfelbäume des Owens Valley, weil man sie brauche, um die Übeltäter daran aufzuhängen. Der Konflikt ging als Kalifornischer Wasserkrieg in die Geschichtsbücher ein. Trotz dieser gewalttätigen Auseinandersetzungen wurden weitere Wasserleitungen vom Osten in den Westen verlegt, darunter das Hetch-Hetchy-Aquädukt nach San Francisco. Erst Ende des Jahrhunderts kam es zu Übereinkünften betreffend Restwassermengen und zu einem Überdenken der Konsequenzen solcher massiver Eingriffe in die Umwelt.

### Weltwirtschaftskrise

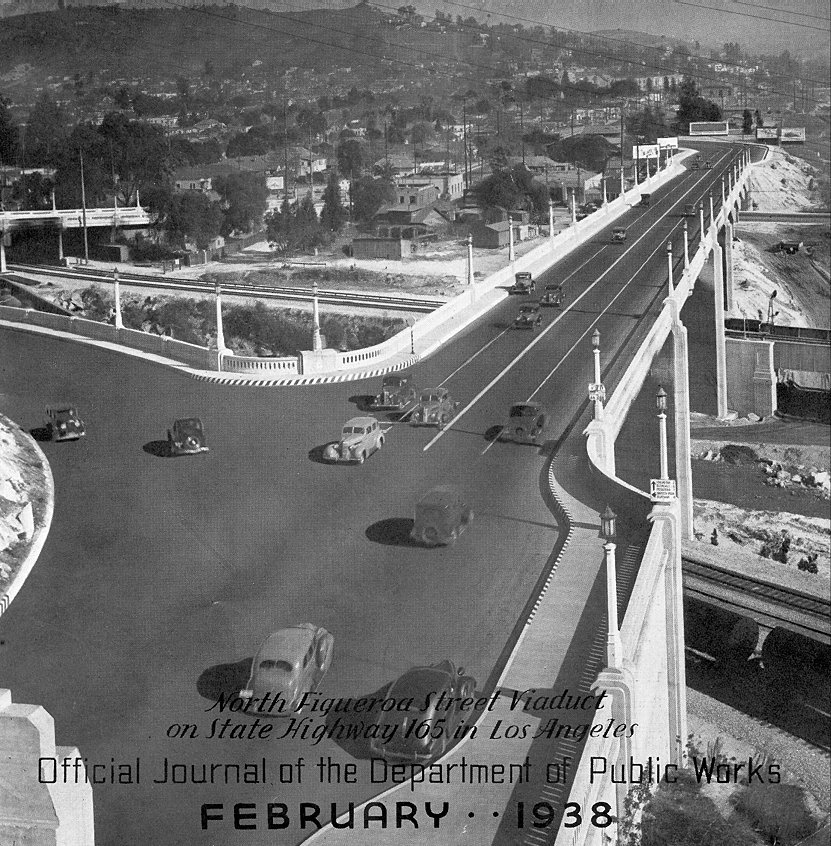
Highway 136 im Jahr 1938

Die Weltwirtschaftskrise traf die Wirtschaft Kaliforniens hart, insbesondere in der Gegend von Los Angeles im Süden. Dazu kam die Migration von Millionen Menschen in den 30er Jahren aus anderen Landesteilen: Nachdem schon mit Beginn der Weltwirtschaftskrise viele arbeitslos gewordene Menschen aus anderen Bundesstaaten ihr Glück in Kalifornien suchten, kamen nach 1934 auch noch ca. 1,3 Millionen meist ehemalige Farmbesitzer aus dem Mittleren Westen und dem Südwesten, die aufgrund jahrelang anhaltender Staubstürme ihre Einkommensgrundlage verloren hatten. John Steinbeck beschrieb jene Epoche in seinem Roman Früchte des Zorns als nach wie vor stark vom Nativismus geprägt. Die Fremden wurden für die Arbeitslosigkeit, die im Jahr 1931 bis zu 700.000 Personen betrifft, verantwortlich gemacht. Insbesondere auch die Landwirtschaft erlitt Einbußen, besonders die Zitrusplantagen, erholte sich allerdings nach der Krise schneller als in anderen Bundesstaaten. Kalifornien wurde zu einem wichtigen Exporteur für Landwirtschaftsprodukte und zu einer der fruchtbarsten Gegenden der Welt. Nach wie vor zog es viele Amerikaner in den Westen, da hier das Klima mild, die Verdienstaussichten gut und die Bodenpreise niedrig sind. In den vierziger Jahren strömte mehr als eine Million Touristen jeweils im Sommer nach Kalifornien. Zwischen 1933 und 1941, nach dem Ausrufen des Tausendjährigen Reiches, übersiedelten etwa 200.000 Personen aus Österreich und Deutschland in die USA, etwa 10.000 davon ließen sich in Kalifornien nieder. Viele von ihnen waren Künstler oder Intellektuelle.
Einen Schlüssel für den Tourismus und die Wirtschaft stellte der 1913 eröffnete Lincoln Highway dar. Es war die erste durchgehende Autostraße von der Ost- zur Westküste. Die Straße begann in New York und endet im Lincoln Park in San Francisco, dem nordöstlichsten Ende der Halbinsel. Weitere Meilensteine für den Automobilverkehr sind der Bau der Route 66, des Highway 1 und verschiedener bedeutender Brücken im Bereich der San Francisco Bay, so unter anderem die Golden Gate Bridge, die 1937 als sechsspurige Autobahn fertiggestellt wurde. Bis zu den 1940er Jahren wurde das Automobil das Hauptverkehrsmittel nicht nur in Kalifornien, sondern in ganz Amerika. Der öffentliche Verkehr, auch die vormals so wichtige Eisenbahn, sind nahezu in der Bedeutungslosigkeit verschwunden, abgesehen von einer gewissen Bedeutung für den Tourismus, beispielsweise mit den San Francisco Cable Cars.

### Spaltungspläne
Da Kalifornien sich inzwischen zum bevölkerungsreichsten Bundesstaat entwickelt hatte, wurden 1941 Pläne diskutiert, die forstwirtschaftlich geprägten Bezirke im Norden als Bundesstaat Jefferson abzutrennen. Eine Abstimmung darüber wurde jedoch vom japanischen Angriff auf Pearl Harbor verdrängt.

### Kalifornien im Zweiten Weltkrieg

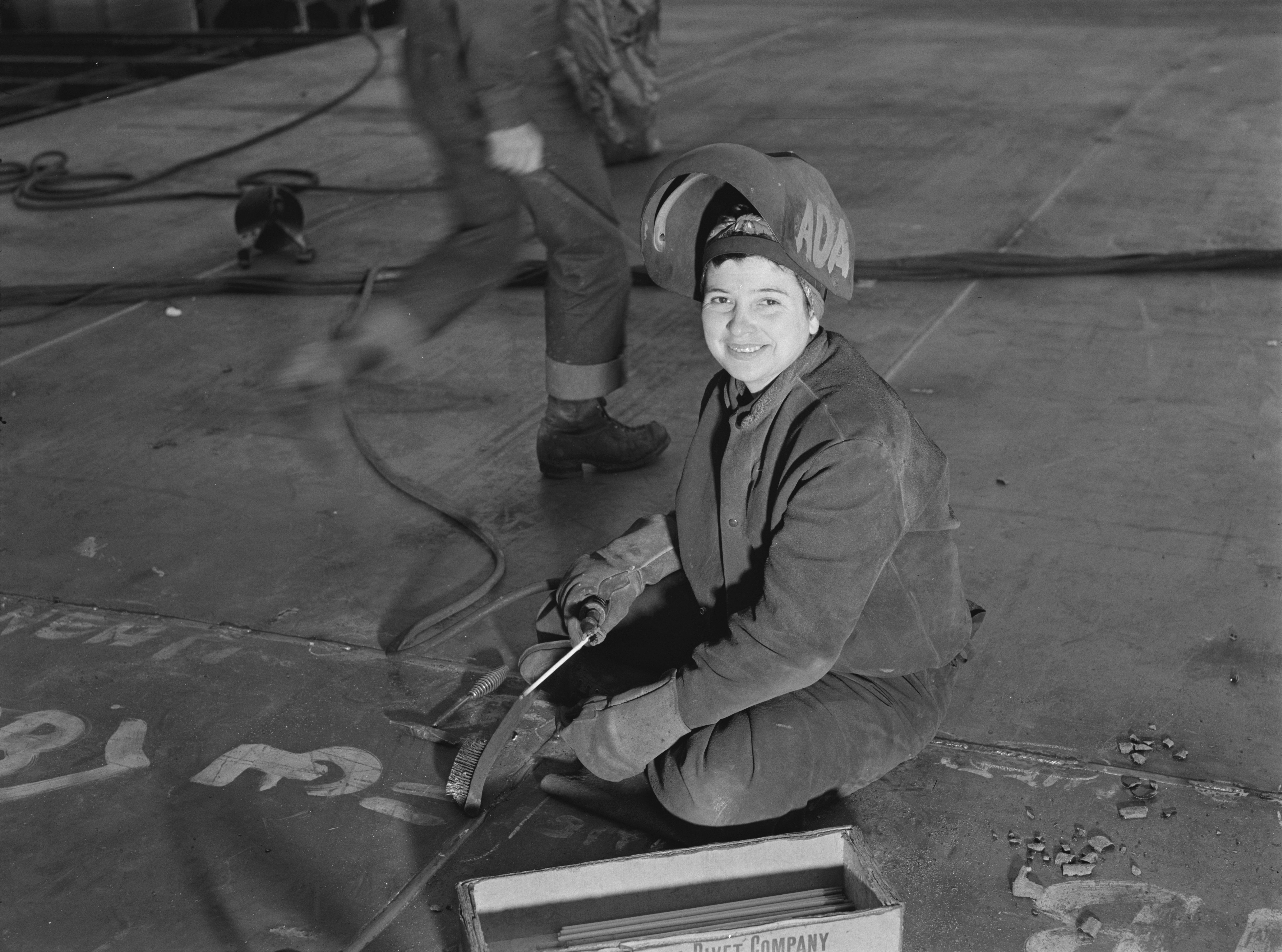
„Wendy the Welder“ (Kriegsarbeiterin) in der Werft von Richmond

Mit dem japanischen Angriff auf Pearl Harbor wurde der Zweite Weltkrieg auch in Kalifornien, das Hawaii am nächsten liegt, spürbar. Die Angst griff um sich. Die Veränderungen, die der Eintritt der USA in den Krieg brachte, sind massiv. Die Geschwindigkeit, mit der sie vonstattengingen, überraschte die Bevölkerung selbst. Kalifornien wurde der Hauptausgangspunkt für den Pazifikkrieg gegen Japan. In nur sieben Monaten wurde in Sausalito, nördlich von San Francisco, eine neue Marinebasis erbaut. Zunächst wurden dort von Marinship Liberty Ships gebaut, später auch andere Typen. Weitere wichtige Häfen in Kalifornien befanden sich in Richmond und Los Angeles.
Die Liberty Ships und später die Victory Ships waren die Antwort der Amerikaner auf die deutschen U-Boote, indem sie schneller gebaut werden sollten, als die Gegner sie versenken konnten. Ein Schiff wurde in durchschnittlich nur 60 Tagen zusammengebaut – der Rekord von Kiellegung bis Stapellauf beträgt gerade einmal fünf Tage. Allein in Richmond wurden insgesamt 747 Schiffe gebaut; nie vorher und auch nie nachher wurde in so kurzer Zeit eine so große Flotte zusammengebaut. Die Bevölkerung Richmonds stieg in kürzester Zeit von 20.000 auf 100.000, die meisten davon arbeiteten in den Werften. Insgesamt übersiedelten zwischen 1940 und 1945 etwa 500.000 Personen in die Gegend der San Francisco Bay. Der Staat ließ allein in der Gegend von Oakland 30.000 Häuser für 90.000 Arbeiter und ihre Familien erbauen. Die hohe Nachfrage nach Arbeitskräften ermöglichte es jetzt Frauen und Nichtweißen, Stellen zu finden, die ihnen zuvor verwehrt waren. Von den guten Löhnen angezogen und aufgrund der Vermutung, in Kalifornien vor Rassismus besser geschützt zu sein, zogen auch viele Schwarze in den Westen, besonders nach 1942.
Als National Historic Landmark zeugt am Pier 45 in San Francisco die S.S. Jeremia O’Brien, das letzte seetüchtige Liberty Ship, von jener Zeit. Fort Mason wurde zum Hauptquartier des San Francisco Port of Embarcation, wo die Verschiffung koordiniert wurde. 1,6 Mio. Passagiere und 23,5 Mio. Tonnen Fracht wurden von hier in den Pazifikkrieg geschickt, was zwei Dritteln aller von den USA im Pazifik eingesetzten Soldaten und mehr als der Hälfte aller Fracht an der Westküste entspricht. Neben der Schifffahrt wird auch der Fliegerei eine wichtige Bedeutung zugemessen. Firmen wie Douglas Aircraft Company oder Lockheed beschäftigen bis zu 300.000 Leute. Von 1940 bis 1950 steigt die Schwarze Bevölkerung von 124.000 auf 462.000. Sie ziehen hauptsächlich nach Watts (Los Angeles) bei Los Angeles und nach Richmond bei San Francisco. Für die meisten nimmt die Lebensqualität zu, aber sie treffen nach wie vor auf rassistische Vorurteile. Während einiger Zeit um 1941 wurde Schwarzen gar die Arbeit in gewissen Betrieben gänzlich verweigert oder sie wurden nur für unqualifizierte Arbeit eingestellt. Das verbesserte sich anschließend zwar wieder, aber es blieben verschiedene Probleme, namentlich das der Wohngebiete für die „Fremden“.

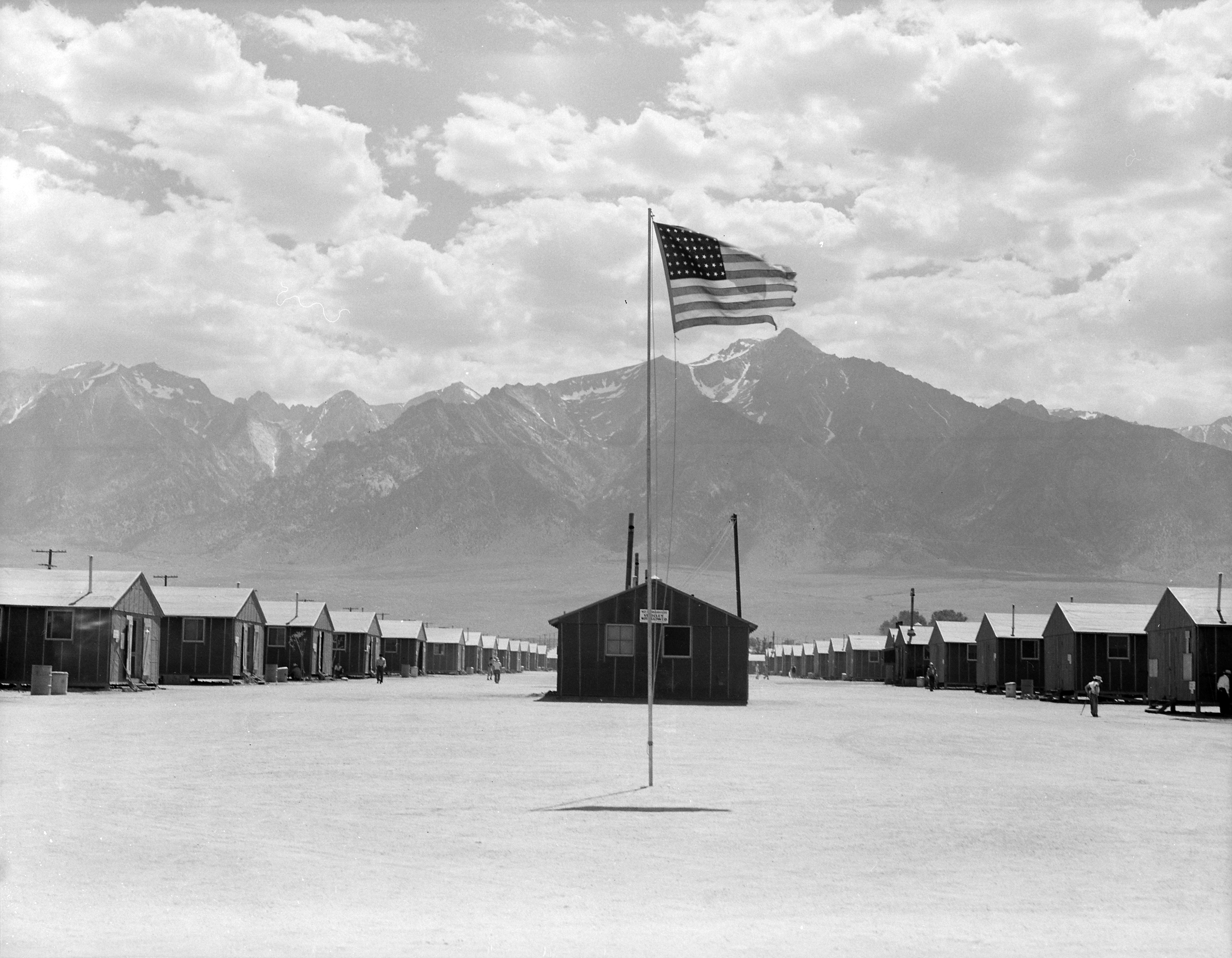
Manzanar, Internierungslager für japanischstämmige Amerikaner

Erneut zeigten sich ausländerfeindliche Tendenzen, diesmal vorwiegend gegen Japaner und auch gegen Amerikaner japanischen Ursprungs. Ihnen wurde kollektiv misstraut und sie wurden der Kollaboration mit dem Feind und des Verrats bezichtigt, selbst dort, wo sie gut in die Gesellschaft integriert waren. Am 1. März 1942 erteilte General John Lesesne DeWitt den Befehl, sämtliche japanischstämmigen Amerikaner zu verhaften und zu internieren. Sie wurden in Internierungslager wie das Manzanar War Relocation Center oder das Lager auf Terminal Island eingewiesen um die Staatssicherheit zu garantieren. Erst am Ende des Krieges wurden die über 110.000 Gefangenen allein in Kalifornien durch Anweisung von Präsident Harry S. Truman freigelassen.
Während des Krieges wurde die Wirtschaftsleistung im Fabrikationssektor mehr als verdoppelt und die Durchschnittslöhne stiegen um das Dreifache. Die Armee war überall im Staat präsent, die riesigen Wüsten und die Trockengebiete im Süden wurden als Trainingsgebiete für mehr als eine Million Männer verwendet. Viele von ihnen ließen sich nach dem Ende des Krieges in Kalifornien nieder.

### DerBaby Boomund die neue Jugendkultur

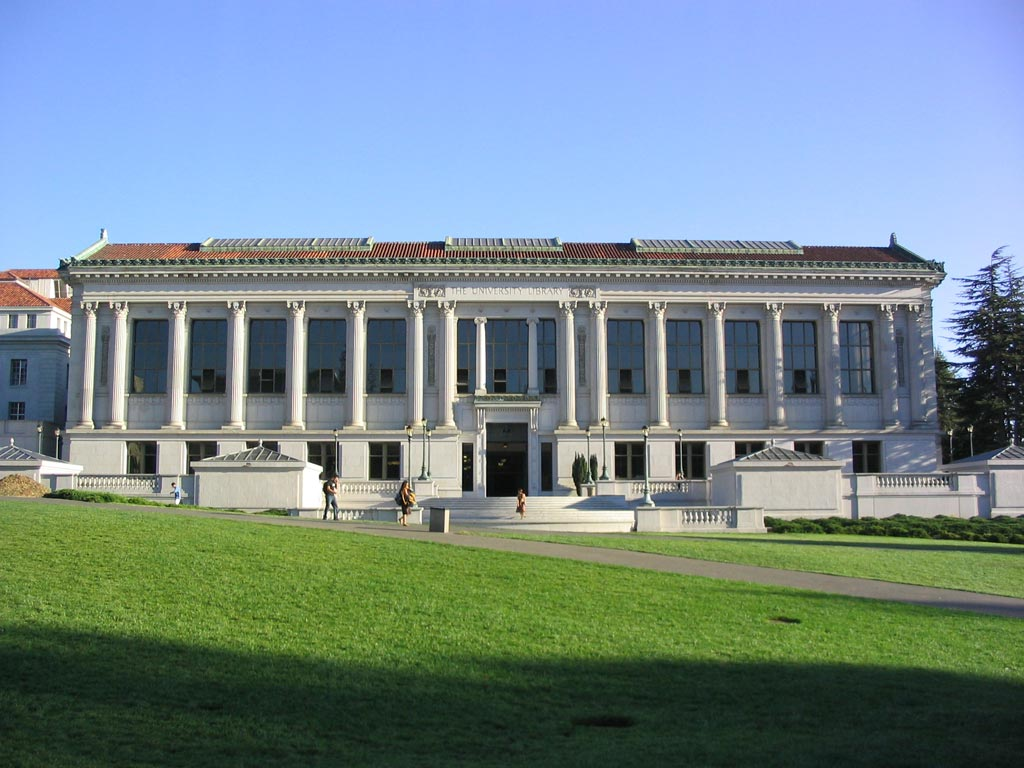
Universität Berkeley

Nach dem Krieg ersetzte der Immobilienhandel die Ölförderung und die Landwirtschaft als wichtigster Wirtschaftszweig im südlichen Kalifornien. Der Staat modernisierte sich und die Wirtschaft entwickelte sich weiter: Verschiedene Straßenbauprojekte wurden wieder aufgenommen und im Jahr 1955 eröffnete Disneyland Resort in Anaheim. Erneut gab es aber auch rassistisch motivierte Konflikte. Im Jahr 1965 kam es in Watts zum sogenannten Watts-Aufruhr, bei dem 34 Personen starben und mehr als 1000 verletzt wurden.
Die Bevölkerungszahl stieg bis 1970 auf etwa 20 Millionen an, eine Folge des Baby-Booms nach dem Krieg. Die junge Generation demonstrierte offen gegen den Vietnamkrieg, besonders an der Universität Berkeley, wo am 15. Mai 1969 bei einer Konfrontation zwischen Demonstranten und der Polizei eine unbeteiligte Person ums Leben kommt und hunderte verletzt werden. Mehrere Beobachter erwarten eine Revolution, die jedoch durch das Versprechen der Regierung, den Krieg beenden zu wollen, unterbunden werden kann.

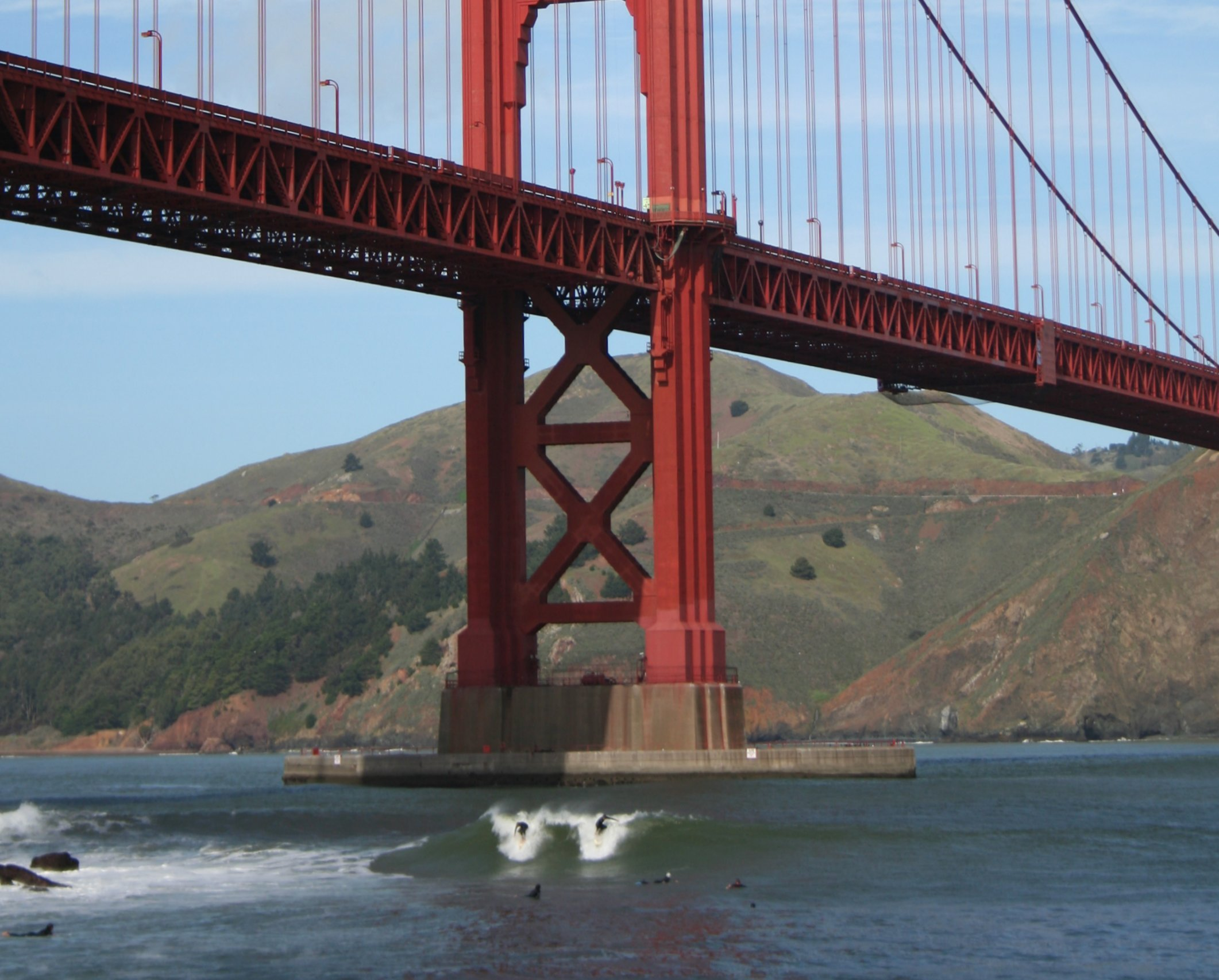
Surfen unter der Golden Gate Bridge

In dieser Epoche erstarkte wieder das Bild vom Staat, in dem das Leben einfach und das Klima paradiesisch sei, auch wenn jetzt das Gold nicht mehr im wörtlichen Sinne lockte. Verschiedene populäre Lieder entstanden in dieser Zeit. Ohrwürmer wie California Dreamin’, If You’re Going to San Francisco, Do You Know the Way to San Jose? oder Hotel California begleiteten den Beginn der Surfkultur. Die Hippiekultur der 1960er-Jahre entstand in San Francisco, die mit dem Summer of Love in Haight-Ashbury ihren Höhepunkt fand.
Für die Zukunft sehr wichtig werden würde die Annahme des Master Plan for Higher Education im Jahr 1960, der den Aufbau der großen staatlichen Universitätssysteme fördert. Die beiden öffentlichen Bildungsinstitute unter dem Dach der University of California und der California State University werden zu den wichtigsten Bildungszentren für moderne Technologie überhaupt.
Vor den 1960er Jahren galt das Rechtssystem Kaliforniens als rückständig, undurchsichtig und repressiv. Seine Gerichtsurteile waren chaotisch und schwer nachvollziehbar. Auch verschiedene Rassengesetze aus dem 19. Jahrhundert waren noch immer offiziell in Kraft. Unter Justizdirektor Roger J. Traynor entwickelte sich Kalifornien innerhalb einer Dekade zu einem äußerst liberalen und fortschrittlichen Staat. Sein oberstes Gericht gewann plötzlich Anerkennung. In Kalifornien werden einige sehr fortschrittliche Regelungen, insbesondere im zivil- und familienrechtlichen Bereich erlassen.
1980 steht Kalifornien für sich in der Liste der größten Wirtschaftsnationen der Welt an der achten Stelle.

### Die Entstehung vonSilicon Valley

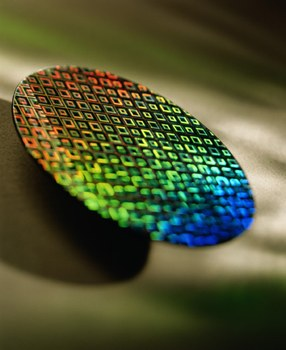
Wafer, wie sie im Silicon Valley in gewaltiger Zahl produziert werden

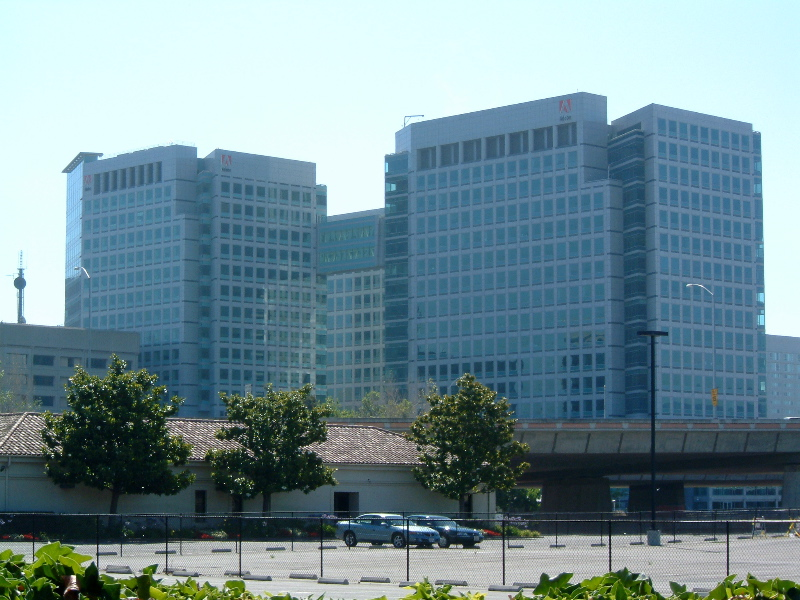
Das Hauptquartier von Adobe Inc. im Silicon Valley

Um 1950 begann in Kalifornien der spektakuläre Aufstieg der Hochtechnologiebranche. Mit der Erfindung des Transistors und später dem Integrierten Schaltkreis begann der Siegeszug des Computers, der um 1980 so weit verkleinert werden konnte, dass er als Personal Computer auch in die Haushalte einziehen konnte. Innerhalb weniger Jahre siedelten sich im heute als Silicon Valley – Silizium ist der Hauptbestandteil integrierter Schaltungen – bezeichneten Gebiet zwischen Palo Alto und San Jose mehrere der heute wichtigsten Firmen in der Computerindustrie an. Unter diesen sind etwa Intel, Sun, Apple und Hewlett-Packard.
Erst mit dem Platzen der Dot-Com-Blase 2001 wurde der unbegrenzt scheinende Boom der Computerindustrie vorübergehend gedämpft und es wurden viele Angestellte arbeitslos. Besonders betroffen waren nur ungenügend qualifizierte Arbeitskräfte und Einwanderer, die einfach deshalb angestellt worden waren, weil es keine anderen Personen gab, die die offenen Stellen hätten besetzen können.
2004 erschien es zunächst, dass viele der begehrten High-Tech-Jobs nach Indien „outgesourct“ werden würden, da die Löhne dort gerade mal einen Zehntel dessen betrugen, die in Kalifornien zu bezahlen waren. Nachdem neue Gesetze und das North American Free Trade Agreement (NAFTA) die Einreisebestimmungen für Leute aus dem fernen Osten wesentlich vereinfacht hatten, änderte sich dies jedoch teilweise wieder, und es zogen sehr viele Leute aus Indien und China in die USA und besonders auch nach Kalifornien.

## Die Kosten des Fortschritts (21. Jahrhundert)

### Elektrizitätskrise

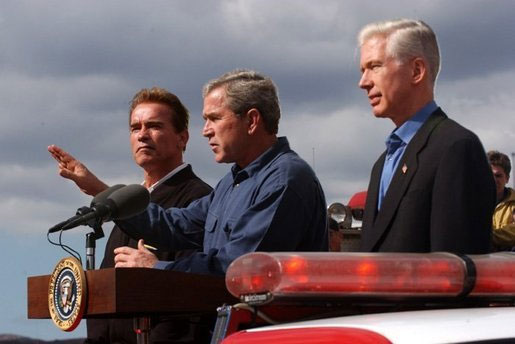
Arnold Schwarzenegger, George W. Bush und Gray Davis bei einer Rede an Feuerwehrleute, die bei der Bekämpfung der Waldbrände im Jahr 2003 mitgeholfen haben

Das einundzwanzigste Jahrhundert begann mit einer Energiekrise. Als Folge einer Teilderegulierung im Elektrizitätsmarkt brach das Stromnetz zeitweise zusammen. Zwischen Juni 2000 und Mitte 2001 kam es wiederholt zu Strompannen trotz sehr hoher Preise. Am 17. Januar 2001 erklärte der demokratische Gouverneur Gray Davis den Ausnahmezustand, der bis am 13. November 2003 in Kraft blieb. Davis, der seit dem 4. Januar 1999 Gouverneur von Kalifornien war, stellte sich 2002 zur Wiederwahl, die er für sich entscheiden konnte, obwohl seine Popularität unter der Stromkrise gelitten hatte. Daneben wurde Davis auch vorgeworfen, die Staatsfinanzen nicht im Griff zu haben und sich ausgerechnet von Energiefirmen seine politischen Kampagnen bezahlen zu lassen, also auf gewisse Weise käuflich zu sein. Die Bürger forderten eine sogenannte Recall-Election, also eine Wiederwahl des Gouverneurs außerhalb des regulären Wahlrhythmus. Erst zum zweiten Mal in der Geschichte der Vereinigten Staaten war eine solche erfolgreich. Beim ersten Wahlgang am 7. Oktober 2003 wurde Davis zwar abgewählt, da aber 135 Kandidaten zur Wahl angetreten waren, erreichte niemand das nötige absolute Mehr. Erst im zweiten Wahlgang am 17. November kam es daher zu einer Entscheidung. Neuer Gouverneur von Kalifornien wurde der vormalige Hollywood-Schauspieler Arnold Schwarzenegger.

### Die Amtszeit von Arnold Schwarzenegger

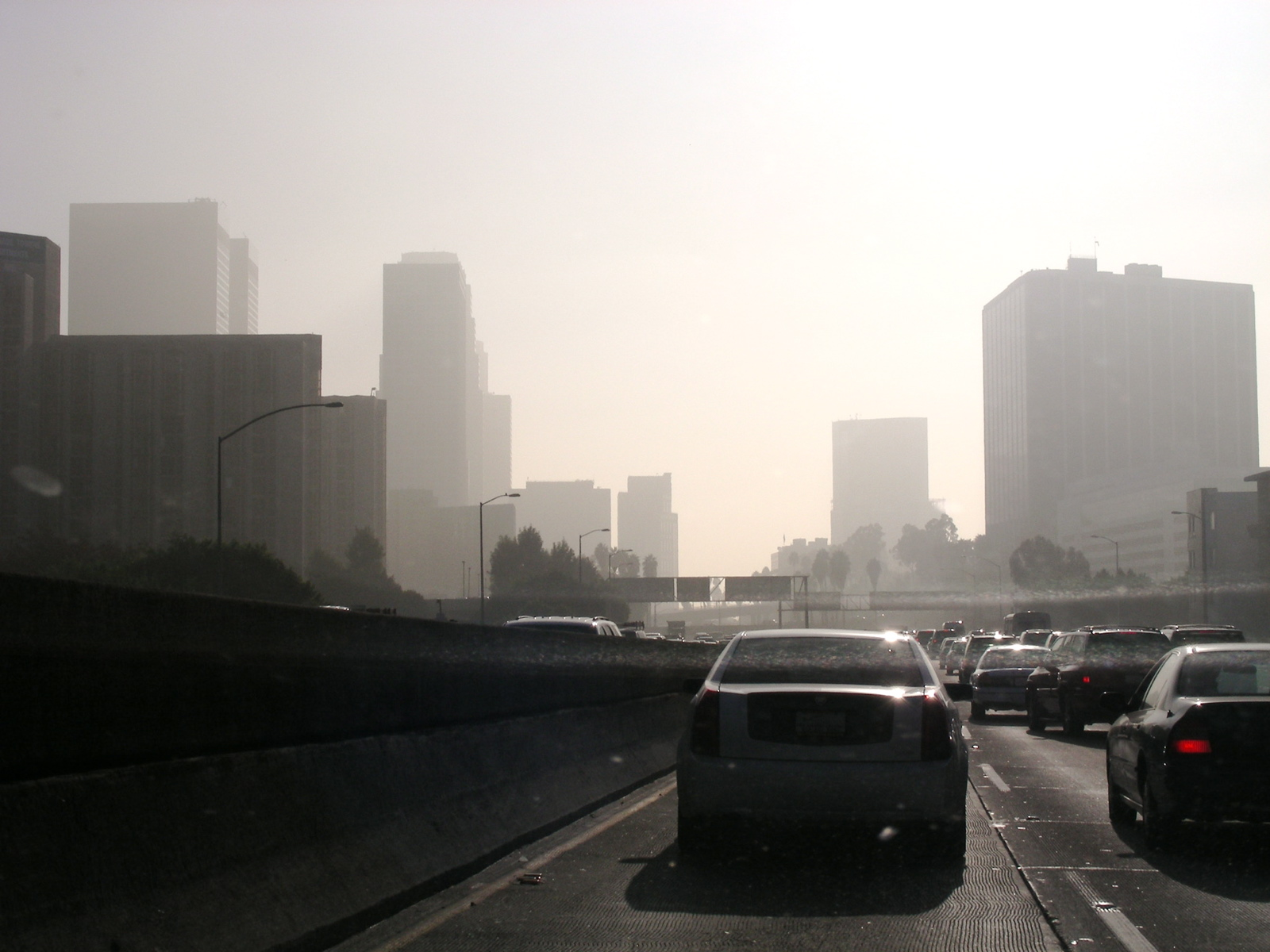
Smog in Los Angeles

Am 17. November 2003 wurde Schwarzenegger in sein neues Amt eingeführt. Am 7. November 2006 trat er eine zweite Amtszeit an.
Schwarzenegger machte die Bekämpfung der globalen Erwärmung zu einem zentralen Bestandteil seiner Politik, was seine Regierung deutlich von derjenigen George W. Bushs unterscheidet, obwohl Schwarzenegger ebenfalls den Republikanern angehört. So beschließt Kalifornien den Global Warming Solutions Act der zur Reduktion der Treibhausgase führen soll. Dies ist das erste Mal, dass ein Staat der Vereinigten Staaten von Amerika eine solche Entscheidung trifft, besonders da die Bundesregierung das Kyoto-Protokoll nicht unterzeichnet hat. Der Gouverneur unternahm mehrere Dienstreisen, bei denen die Klimaproblematik eine wichtige Rolle spielte. Er stellte Kalifornien an die Spitze der Klimadebatten in Nordamerika und beteiligte sich an der Gründung der Western Climate Initiative.

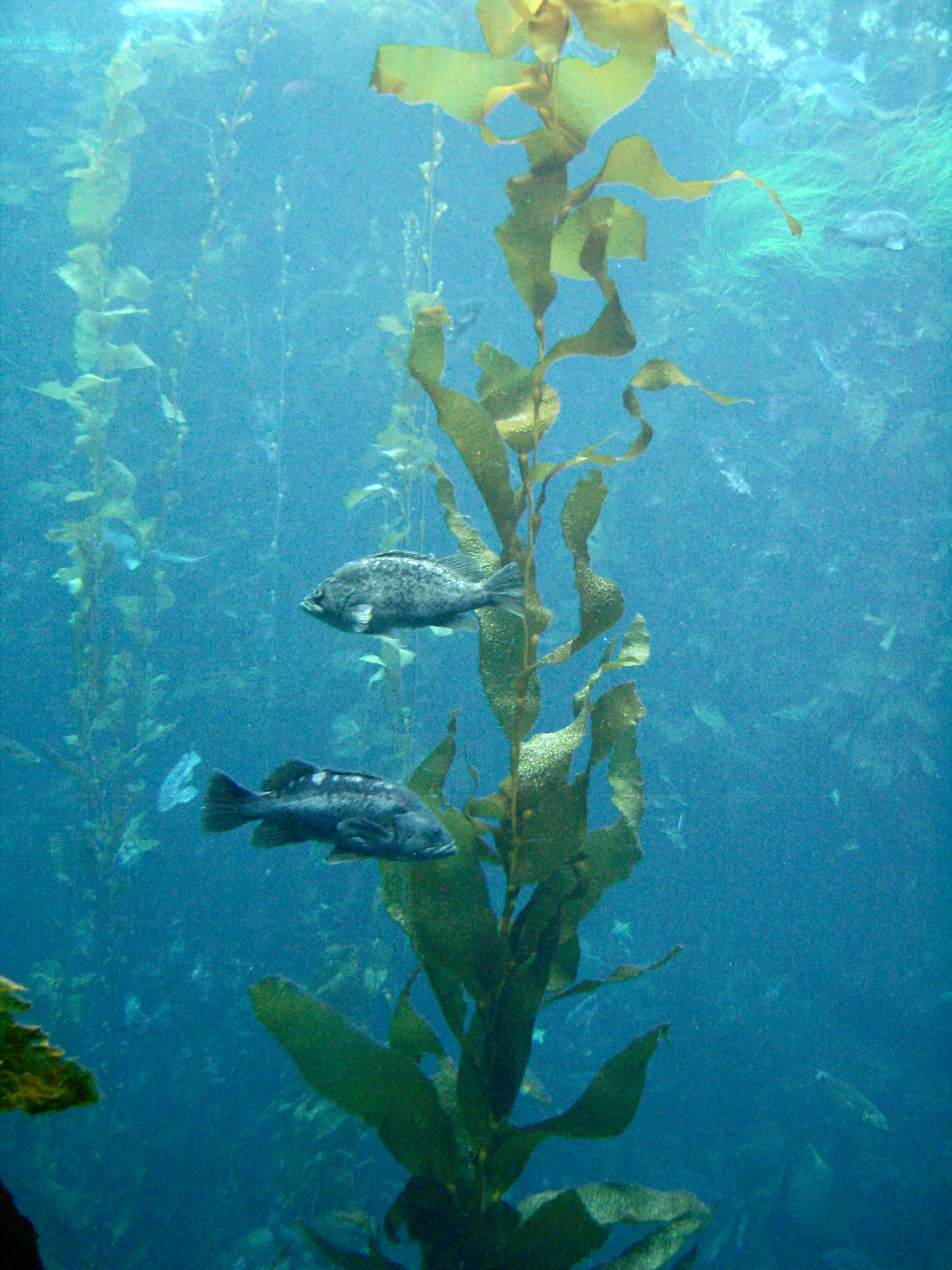
Seetang im Monterey Bay Aquarium

In den letzten Jahren wurden die Klimadebatten jedoch von anderen, viel direkter die Umwelt betreffenden Ereignissen überschattet, darunter extreme Kältewellen und verheerende Waldbrände. Dennoch ist die Klimaproblematik nach wie vor allgegenwärtig. Smog ist, besonders in den Zentren, ein Problem, das die Gesundheit der Bevölkerung bedroht. Durch die Verschmutzung der Küstenzonen, unter anderem durch Abwasser, wurde der Lebensraum von verschiedenen Tieren bedeutend eingeschränkt. Verschiedene Organisationen versuchen, die Bevölkerung auf die Umweltproblematik aufmerksam zu machen, so etwa in der California Academy of Sciences oder im Monterey Bay Aquarium. Diese bekannten Wissenschaftsmuseen beschäftigen Wissenschaftler aus allen Forschungsgebieten und versuchen mit ihren Ausstellungen die Bevölkerung zu sensibilisieren.
Die Finanzkrise ab 2007 traf Kalifornien hart, unter anderem wegen der Bedeutung des Immobilienmarktes und wegen der vielen Technologiefirmen. Im August 2009 stieg die Arbeitslosigkeit in Kalifornien auf 11,9 %, während sie bezogen auf die gesamten USA rückläufig war.

### Post-Schwarzenegger Ära

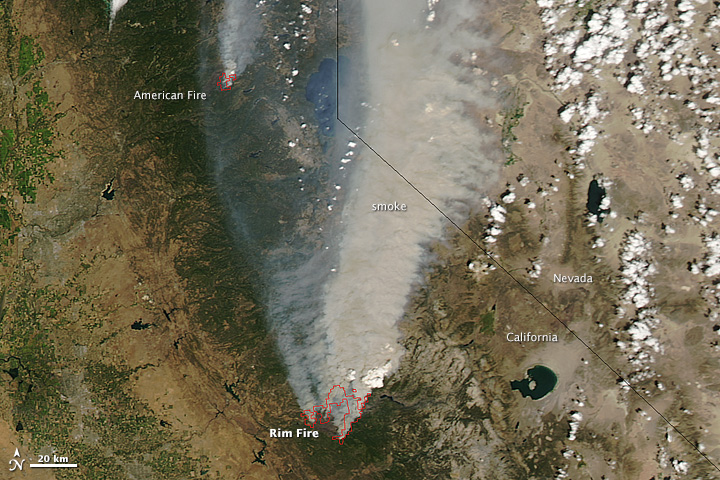
Das Rim Fire und das American Fire auf einer Satellitenaufnahme vom 23. August 2013

Die Jahre 2013 und 2014 waren wohl die bis dato trockensten Jahre überhaupt. Das Rim Fire wütete im Herbst 2013 im Stanislaus National Forest und bedrohte die Wasserversorgung San Franciscos. Kalifornien litt 2011 bis 2017 an einer Dürre. Das State Water Project erklärte Anfang 2014, für 2014 von den beantragten Wasserzuteilungen 0 % zuzuweisen. Nur nicht abgerufene Mengen aus 2013 könnten noch verteilt werden. Gouverneur Brown rief am 17. Januar 2014 den Dürrenotstand aus. Im Februar 2014 fiel ergiebiger Regen, der aber die Defizite bei weitem nicht ausgleichen konnte.
Im November 2016 entschied sich die Mehrheit einer Volksabstimmung für die Legalisierung von Anbau, Verkauf und Besitz von Marihuana in kleinen Mengen für Erwachsene über 21 Jahren (California Proposition 64). Mit dem Beginn des Jahres 2018 begann in Kalifornien der legale Verkauf von Cannabis.
Vor dem Hintergrund ausgelasteter, überfüllter Gefängnisse wurde im Jahr 2014 mit der California Proposition 47 ein Gesetz verabschiedet, das Ladendiebstahl unter Voraussetzungen (Ausschlusskriteria sind Raub und vorbestrafte Täter) nicht als Verbrechen bewertet, sondern als Ordnungswidrigkeit, sofern das Diebesgut unter dem Wert von 950 Dollar liegt. Dies führte in den ersten Jahren nach der Inkraftsetzung zu einem Anstieg der diebstahlbezogenen Kriminalität. Ab den 2020er Jahren (etwa ab dem Zeitpunkt der Rassenproteste aufgrund des Todes von George Floyd) nahmen außerdem sowohl in Kalifornien, als auch in anderen Bundesstaaten, Diebstähle (auch deutlich über der 950 Dollar Grenze), Vandalismus bzw. Sachbeschädigung, Raub und Brandstiftung merklich zu. Im Herbst 2024 unterzeichnete Gouverneur Gavin Newsom diesbezüglich Gesetzesverschärfungen.
Als Reaktion auf die Waffengewalt in den USA wurde im Jahr 2022 in Kalifornien ein Gesetz verabschiedet, das Privatpersonen eine Klagebefugnis bzw. die Popularklage gegen Produzenten und Händler von illegalen (automatischen) Waffen zugesteht.

### 19. Jahrhundert allgemein
- Robert W. Cherny, Richard Griswold del Castillo, Gretchen Lemke-Santangelo: Competing Visions: A History of California. 2005.
- Ramon A. Gutierrez, Richard J. Orsi (Hrsg.): Contested Eden: California before the Gold Rush. 1998.
- Carolyn Merchant (Hrsg.): Green Versus Gold: Sources In California's Environmental History. 1998.
- James Rawls, Walton Bean: California: An Interpretive History. 8. Auflage. McGraw-Hill, New York, NY, 2003, ISBN 0-07-052411-4.
- Richard B. Rice, William A. Bullough, Richard J. Orsi: Elusive Eden: A New History of California. 3. Auflage. 2002.
- Andrew F. Rolle: California : A History. 7. Auflage. 2008.
- Kevin Starr: California : A History. 2005.
- Chan Sucheng, Spencer C. Olin (Hrsg.): Major Problems in California History. 1996.

### Bis 1846
- Rose Marie Beebe, Robert M. Senkewicz (Hrsg.): Lands of promise and despair; chronicles of early California, 1535–1846. Santa Clara University, Santa Clara, Calif. 2001.
- M. Camphouse: Guidebook to the Missions of California. Anderson, Ritchie & Simon, Los Angeles, CA, 1974, ISBN 0-378-03792-7.
- Joseph L. Chartkoff, Chartkoff, Kerry Kona: The archaeology of California. Stanford University Press, Stanford 1984.
- Charles E. Chapman: A History of California: The Spanish Period. Macmillan, 1991.
- Richard Dillon: Siskiyou Trail. McGraw Hill, New York 1975, ISBN 0-07-016980-2.
- Brian Fagan: Before California: An archaeologist looks at our earliest inhabitants. Rowman & Littlefield Publishers, Lanham, MD 2003.
- Robert F. Heizer: The destruction of California Indians. University of Nebraska Press, Lincoln 1974.
- Albert L. Hurtado: John Sutter: A Life on the North American Frontier. University of Oklahoma Press, 2006, ISBN 0-8061-3772-X.
- P. Johnson (Hrsg.): The California Missions. Lane Book Company, Menlo Park, CA, 1964.
- James McLean: California Sabers. Indiana University Press, 2000.
- Kent Lightfoot: Indians, Missionaries, and Merchants: The Legacy of Colonial Encounters on the California Frontiers. 2004.
- Max L. Moorhead: The Presidio: Bastion Of The Spanish Borderlands. University of Oklahoma Press, Norman, OK, 1991, ISBN 0-8061-2317-6.
- Michael J. Moratto, David A. Fredrickson: California archaeology. Academic Press, Orlando 1984.
- Robert M. Utley: A life wild and perilous; mountain men and the paths to the Pacific. Henry Holt and Co., New York 1997.
- R. Wright: California's Missions. Hubert A. and Martha H. Lowman, Arroyo Grande, CA, 1950.
- S. Young, M. Levick: The Missions of California. Chronicle Books, San Francisco, CA, 1988, ISBN 0-8118-1938-8.

### 1846–1900
- Henry W. Brands: The Age of Gold: The California Gold Rush and the New American Dream. Doubleday, 2003, ISBN 0-385-50216-8.
- Robert A. Burchell: The Loss of a Reputation; or, The Image of California in Britain before 1875. In: California Historical Quarterly. 53 (Summer 1974), S. 115–130. (stories about Gold Rush lawlessness slowed immigration for two decades)
- John F. Burns, Richard J. Orsi (Hrsg.): Taming the Elephant: Politics, Government, and Law in Pioneer California. University of California Press, 2003.
- K. Drager, C. Fracchia: The Golden Dream: California from Gold Rush to Statehood. Graphic Arts Center Publishing Company, Portland, OR, 1997, ISBN 1-55868-312-7.
- Aurora Hunt: Army of the Pacific. Arthur Clark Company, 1951.
- Lawrence Jelinek: Harvest Empire: A History of California Agriculture. 1982, ISBN 0-87835-131-0.
- Ward McAfee: California's Railroad Era, 1850–1911. 1973.
- Spencer Olin: California Politics, 1846–1920. 1981.
- Leonard Pitt: The Decline of the Californios: A Social History of the Spanish-Speaking Californians, 1846–1890. Univ. of California Pr., Berkeley, 1998, ISBN 0-520-01637-8.
- Alexander Saxton: The Indispensable Enemy: Labor and the Anti-Chinese Movement in California. 1971, ISBN 0-520-02905-4.
- Kevin Starr: Americans and the California Dream, 1850–1915. 1986.
- Kevin Starr: Rooted in Barbarous Soil: People, Culture, and Community in Gold Rush California. Hrsg.: Richard J. Orsi. 2001.
- William F. Strobridge: Regulars in the Redwoods, The U.S. Army in Northern California, 1852–1861. Arthur Clark Company, 1994.
- Norman E. Tutorow: Leland Stanford Man of Many Careers. 1971.
- R. Hal Williams: The Democratic Party and California Politics, 1880–1896. 1973.

### 20. Jahrhundert
- Gordon Morris Bakken: California History: A Topical Approach. 2003.
- Robert W. Cherny, Richard Griswold del Castillo, Gretchen Lemke-Santangelo: Competing Visions: A History Of California. 2005.
- Carolyn Merchant (Hrsg.): Green Versus Gold: Sources In California's Environmental History. 1998 (readings in primary and secondary sources)
- Leonard Pitt, Dale Pitt: Los Angeles A to Z: An Encyclopedia of the City and County. 2000.
- James J. Rawls (Hrsg.): New Directions In California History: A Book of Readings. 1988.
- JamesRawls, Walton Bean: California: An Interpretive History. 8. Auflage. 2003, ISBN 0-07-052411-4.
- Richard B. Rice, William A. Bullough, Richard J. Orsi: The Elusive Eden: A New History of California. 3. Auflage. 2002.
- Andrew F Rolle: California : A History. 6. Auflage. 2003.
- Kevin Starr, Richard J. Orsi (Hrsg.): Rooted in Barbarous Soil: People, Culture, and Community in Gold Rush California. 2001.
- Kevin Starr: (Teilweise in verschiedenen Auflagen mit geringfügig unterschiedlichen Titel erschienen)
  - Kevin Starr: California : A History. 2005. (synthesis)
  - Endangered Dreams : The Great Depression in California. 1997.
  - Embattled Dreams: California in War and Peace, 1940–1950. 2003.
  - Coast of Dreams: California on the Edge, 1990–2003. 2004.
- Chan Sucheng, Spencer C. Olin (Hrsg.): Major Problems in California History. 1996.